# Mănăstirea Sfântul Ioan cel Nou din Suceava
Mănăstirea „Sfântul Ioan cel Nou” este o mănăstire ortodoxă din România, construită în perioada 1514-1522 în orașul Suceava. Ea se află situată pe Strada Ion Vodă Viteazul nr. 2, pe drumul spre Cetatea de Scaun a Sucevei. Biserica mănăstirii are hramurile Sfântul Gheorghe (sărbătorit în fiecare an la data de 23 aprilie) și Sfântul Ioan cel Nou (sărbătorit în fiecare an la 24 iunie).
Mănăstirea „Sf. Ioan cel Nou” a îndeplinit rolul de reședință mitropolitană a Moldovei (1522-1677), fiind în prezent reședință a arhiepiscopilor Sucevei și Rădăuților (din 1991). Aici se află moaștele Sf. Ioan cel Nou, aduse în anul 1589 de la Biserica Mirăuți (fosta catedrală mitropolitană a Moldovei).
Mănăstirea „Sf. Ioan cel Nou” din Suceava a fost inclusă pe Lista monumentelor istorice din județul Suceava din anul 2015, având codul de clasificare SV-II-a-A-05469 și fiind formată din 5 obiective:
- Biserica „Sf. Gheorghe” - datând din 1514-1522 și având codul SV-II-m-A-05469.01;
- Clisiarnița - paraclis - datând din 1629 și având codul SV-II-m-A-05469.02;
- Stăreția - datând din secolul al XIX-lea și având codul SV-II-m-A-05469.03;
- Corpul de chilii - datând din secolul al XIX-lea și având codul SV-II-m-A-05469.04 și
- Turnul clopotniță - datând din 1589 și având codul SV-II-m-A-05469.05.

În anul 1993, Organizația Națiunilor Unite pentru Educație, Știință și Cultură (UNESCO) a inclus Biserica „Sf. Gheorghe” din cadrul mănăstirii, împreună cu alte șapte biserici din nordul Moldovei (Arbore, Humor, Moldovița, Pătrăuți, Probota, Voroneț și Sucevița), pe lista patrimoniului cultural mondial, în grupul Bisericile pictate din nordul Moldovei.

## Istoric

### Fondarea mănăstirii și aducerea moaștelor Sfântului Ioan cel Nou

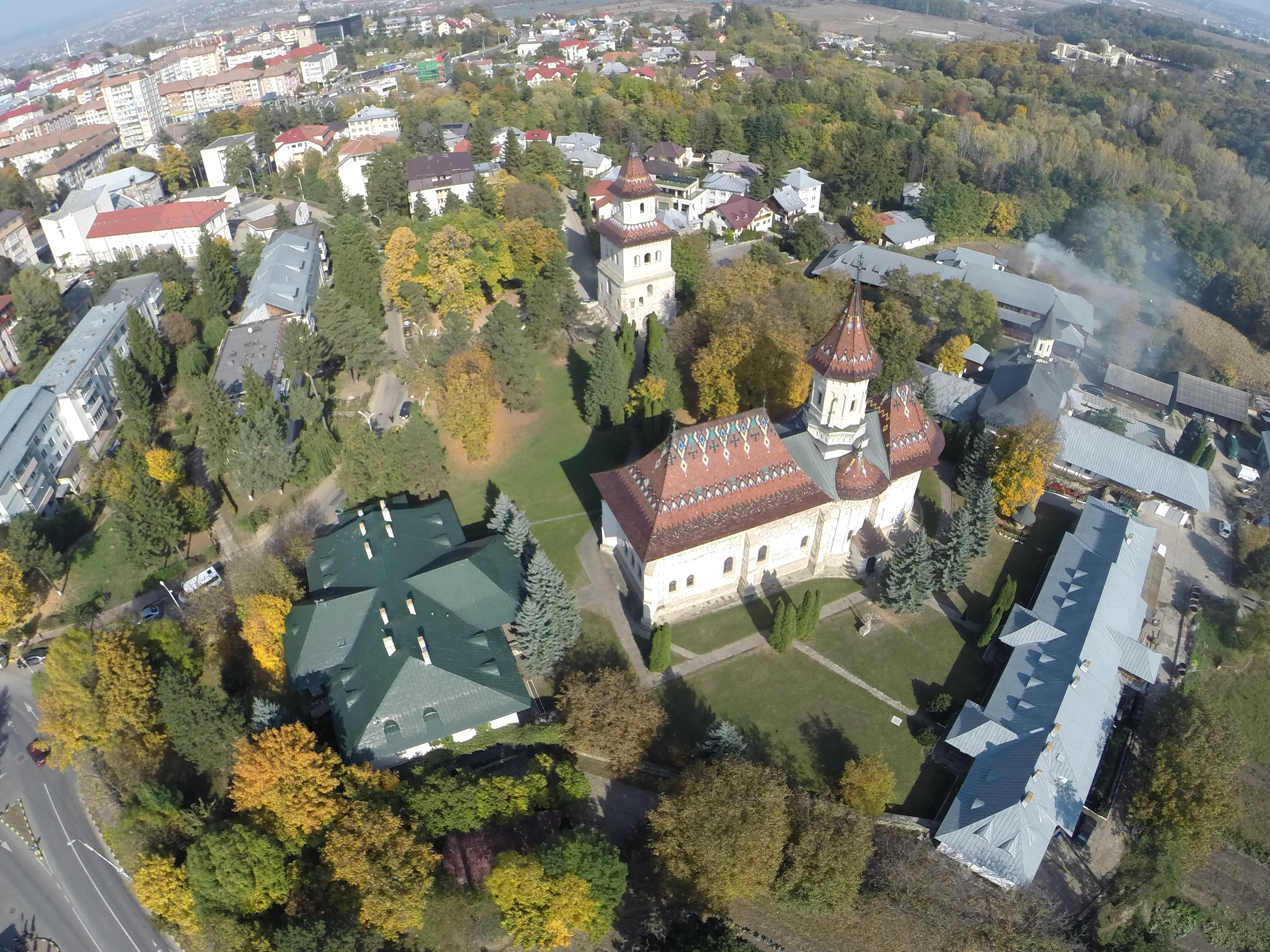
Perspectivă aeriană cu complexul Mănăstirii Sfântul Ioan cel Nou din Suceava

Tradiția păstrată din bătrâni atestă faptul că pe acest loc a ființat o biserică de dimensiuni reduse, care nu s-a mai păstrat.
În anul 1513, Biserica Mirăuți (catedrala mitropolitană a Sucevei din acel moment) a fost puternic devastată de un incendiu. Ca urmare a devastării catedralei mitropolitane, domnitorul Bogdan al III-lea al Moldovei (1504-1517), fiul lui Ștefan cel Mare, a început în anul 1514 construirea unei noi biserici cu rol de catedrală mitropolitană. Voievodul a trecut la cele veșnice în anul 1517, biserica fiind ridicată numai până la nivelul ferestrelor.
Construcția noii biserici cu hramul Sfântul Mare Mucenic Gheorghe, Purtătorul de Biruință (prăznuit în fiecare an la 23 aprilie), a fost finalizată în anul 1522 de fiul lui Bogdan, Ștefăniță Vodă (1517-1527). Meșterii care au construit biserica sunt necunoscuți.
Pe peretele de nord al pridvorului, deasupra portalului, se află pisania scrisă în limba slavonă și care are următorul text: „Cu vrerea Tatălui, cu ajutorul Fiului și cu săvârșirea Sfântului Duh, a voit binecredinciosul și de Hristos iubitorul Io Bogdan Voievod, cu mila lui Dumnezeu Domn al Țării Moldovei, să zidească biserica Mitropoliei Sucevei, unde este hramul Sfântului Mare Mucenic și Purtător de biruință Gheorghe și a început a zidi în anul 7022 (=1514) și nu a izbutit să o săvârșească, iar fiul său Io Ștefan Voievod, cu mila lui Dumnezeu Domn Țării Moldovei, cu ajutorul lui Dumnezeu, a zidit de la ferestre în sus și a săvârșit-o în anul 7030 (=1522) a lunii noiembrie șase și a domniei sale al șaselea curgător și s-a sfințit de mâna Prea Sfințitului Mitropolit Chir Teoctist”.
A fost destinată a fi noul sediu al Mitropoliei Moldovei și a fost pictată, atât la interior cât și la exterior, între anii 1532-1534, în timpul domniei lui Petru Rareș, programul iconografic fiind caracteristic monumentelor realizate în această perioadă. În 1579 mitropolitul Teofan de la Râșca a adăugat exonartexul (pridvorul).

### Mutarea reședinței mitropolitane la Iași
În anul 1564, domnitorul Alexandru Lăpușneanu a mutat capitala Principatului Moldovei de la Suceava la Iași, dar cu toate acestea scaunul mitropolitan a rămas în vechea capitală. Viitorii mitropoliți au condus treburile administrative ale Mitropoliei fie din noua capitală, fie din Suceava. Biserica „Sf. Gheorghe” a rămas cu numele de vechea catedrală și era condusă numai de un proistos, care era și dichiul Mitropoliei. Mănăstirea era proprietară a moșiilor Bosanci, Lisaura și Cut, ale căror venituri le încasa, ea aflându-se pe moșia Cutul Mitropoliei.
În anul 1589, domnitorul Petru Șchiopul (1574-1577, 1578-1579 și 1583-1591) a mutat aici moaștele Sfântului Ioan cel Nou de la Biserica Mirăuți (unde fuseseră aduse de Alexandru cel Bun în 1402). Tot atunci a fost adăugat un pridvor și s-a construit turnul clopotniță de pe latura nordică a incintei.
La Mănăstirea Sfântul Ioan cel Nou din Suceava a funcționat o școală teologică, sprijinită de marii mitropoliți ai vremii. Tot acolo au lucrat caligrafi, gravori în lemn și în metal, miniaturiști sau dascăli de limba română, greacă sau slavonă.
În a doua jumătate a secolului al XVII-lea, domnitorul Antonie Ruset a construit chilii încăpătoare în jurul Bisericii Sf. Nicolae Domnesc din Iași, mutând reședința Mitropoliei Moldovei numai la Iași. În aceste case s-a mutat în anul 1677 mitropolitul Dosoftei Bărilă (1671-1674, 1675-1686), unul dintre cei mai mari cărturari români ai vremii.
În toamna anului 1686, datorită evenimentelor politice din acea vreme, oștile regelui Jan Sobieski, care se retrăgeau din Moldova ca urmare a eșecului în campania antiotomană, l-au luat ca ostatic pe mitropolitul Dosoftei, împreună cu tezaurul Mitropoliei și cu moaștele Sf. Ioan cel Nou de la Suceava. Ierarhul român a trăit în orașul Zolkiev (astăzi orașul Jovkva din Ucraina) până la sfârșitul vieții (în 1693). Biserica a fost restaurată de mitropolitul Iacov Putneanul între anii 1751-1760.

### Situația mănăstirii după ocuparea Bucovinei

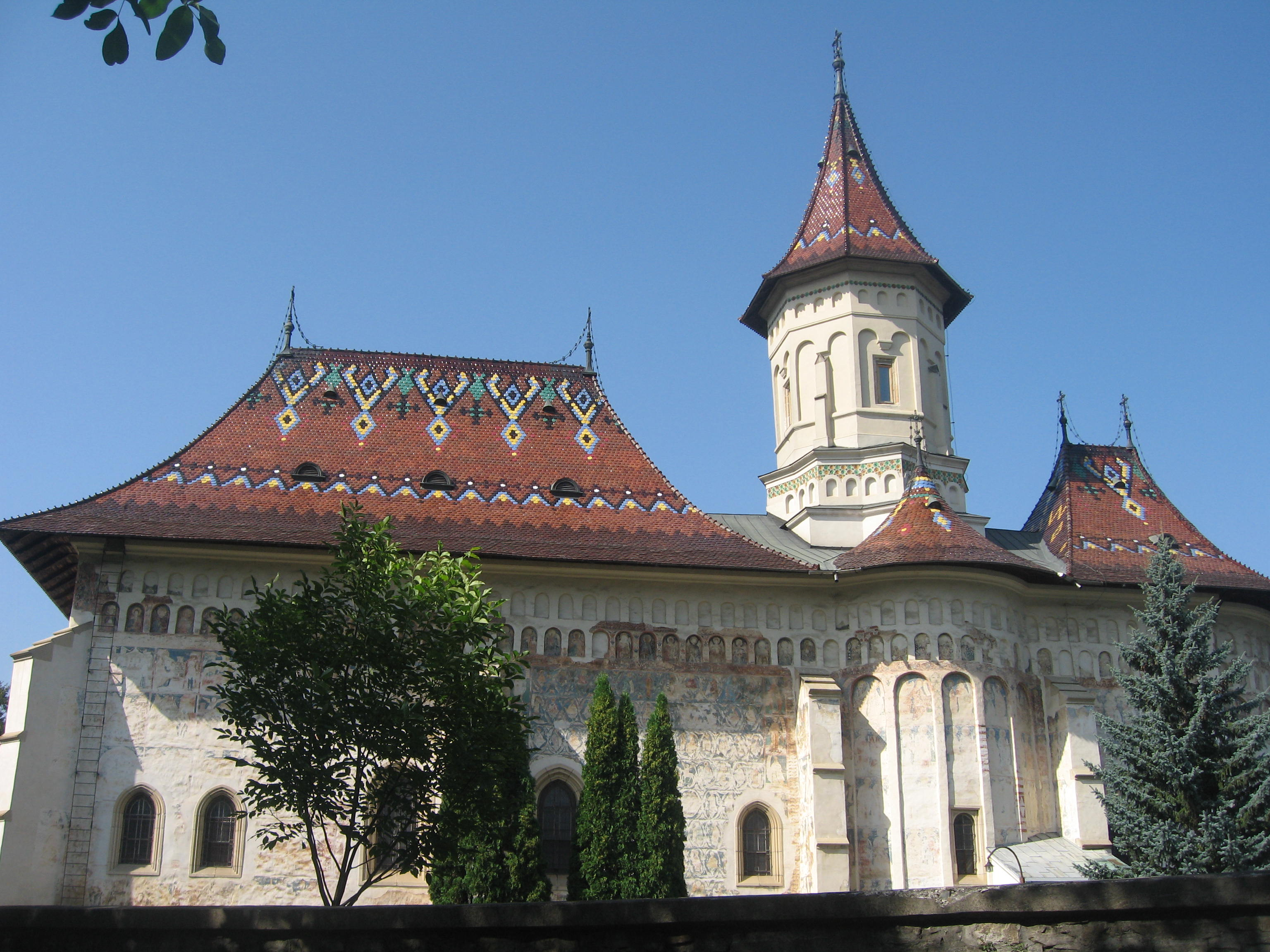
Pe latura sudică a Bisericii Sfântul Gheorghe s-au mai păstrat urme de pictură murală

În anul 1775, Suceava și partea de nord-vest a Principatului Moldovei a fost anexată de către Imperiul Habsburgic. Cu toate acestea, Mănăstirea Sfântul Ioan cel Nou din Suceava a rămas sub administrarea Mitropoliei Moldovei, fiind metoc al acesteia și rămânând sub patronajul mitropoliților de la Iași. Mitropolia Moldovei și-a exercitat patronajul asupra bisericii „Sf. Gheorghe” din Suceava, vechea catedralã mitropolitană. Ea avea dreptul de a numi egumenul mănăstirii și pe slujitorii de la moaștele Sf. Ioan cel Nou, trebuind, în schimb, sã asigure întreținerea personalului slujitor, procurarea veșmintelor preoțești și a cărților liturgice și să suporte reparațiile curente la biserică, clopotniță, clisiarniță, chilii și ziduri împrejmuitoare.
La 14 septembrie 1783, după 97 de ani de pribegie prin țări străine, moaștele Sf. Ioan cel Nou au fost readuse la Suceava ca urmare a demersurilor bucovinenilor (și în special a episcopului Dosoftei Herescu al Bucovinei) către autoritățile poloneze și austriece, fiind retrocedate în timpul împăratului Iosif al II-lea al Austriei (1780-1790). Acest lucru a fost posibil ca urmare a faptului că la acea dată atât partea de nord a Moldovei (Bucovina), cu orașul Suceava, cât și o parte din Polonia (cu orașul Zolkiew) erau încorporate în Imperiul Habsburgic. Episcopul Dosoftei Herescu a organizat aici o școală bisericească. În clădirile mănăstirii a funcționat o școală clericală din 1786 și apoi Institutul Teologic începând din 1826.
În anul 1796 a fost înlocuită catapeteasma, cu acest prilej fiind demolat zidul despărțitor dintre naos și pronaos. Mitropolitul Veniamin Costachi, care a viețuit între anii 1821-1823 la mănăstire în timpul exilului său, a dispus efectuarea unor lucrări de restaurare în perioada 1827-1828 care au urmărit construirea unui zid de incintă, repararea chiliilor, acoperirea bisericii și a turnului clopotniță cu draniță, pardosirea bisericii cu lespezi de piatră și ulterior adăugarea unui pridvoraș în fața intrării nordice (1837).
Patronajul Mitropoliei Moldovei asupra Mănăstirii „Sf. Ioan cel Nou” din Suceava a fost contestat o vreme de către ierarhii ortodocși ai Bucovinei, fiind în cele din urmă recunoscut oficial ca îndrituit de către episcopul Isaia Băloșescu prin actul nr. 1237 din 6/18 octombrie 1825. În mănăstire a existat o bibliotecă națională în a doua jumătate a secolului al XIX-lea, aici păstrându-se și astăzi cărți printre care și Dorințele Partidei Naționale din Moldova - August 1848, tipărite de Mihail Kogălniceanu, în refugiu. Tot aici au poposit și episcopul Melchisedec Ștefănescu și istoricul Nicolae Iorga în timpul călătoriilor prin Bucovina.
Ca urmare a degradării complexului mănăstiresc, arhimandritul Melchisedec Lemeni, egumenul mănăstirii, a înaintat mai multe cereri de alocare de bani pentru reparații. În 1843 el a adresat o cerere Vorniciei Moldovei, prin care solicita rezidirea a două chilii care erau degradate, costul acesteia fiind estimat la 1607 florini și 32 creițari. Deși domnitorul Moldovei a aprobat ca banii să se aloce din veniturile Mitropoliei, se pare că Mitropolia Moldovei nu a avut bani, iar lucrările nu s-au efectuat. Egumenul Lemeni adresa în 1847 o cerere Miinisterului Cultelor, prin care solicita efectuarea unor lucrări de reparație necesare și anume: acoperirea din nou a bisericii, văruirea ei și îndepărtarea decorațiunilor stricate, pardosirea ei, finalizarea zidului împrejmuitor, acoperirea turnului clopotniță și confecționarea unei noi uși la biserică. Costul lucrărilor era apreciat de inginerul statului Țon Smigalschi la 1907 florini și 34 creițari argint. Departamentul averilor bisericești din Moldova a aprobat efectuarea lucrărilor de reparații, dar alocarea banilor a fost amânată din cauza lipsei de fonduri.
În 1849, după moartea arhimandritului Melchisedec Lemeni, a izbucnit un nou conflict între autoritățile bisericești de la Iași și Cernăuți. Mitropolia Moldovei, cu avizul Ministerului Cultelor, a numit ca egumen pe arhimandritul Dosoftei Tișcovici, ce era egumen al Mănăstirii Dragomirna din Bucovina, dar Episcopia Bucovinei a contestat dreptul de numire a proistosului mănăstirii din Suceava de către Mitropolia Moldovei, episcopul Eugenie Hacman susținând că Mitropolia de la Iași are numai drept de patronaj și nu poate numi proistosul mănăstirii, ci are doar dreptul de a alege proistosul din lista propusă de Consistoriul Bucovinei. Acest diferend a evoluat, antrenând și guvernele austriac (apoi austro-ungar) și cel al Principatelor Unite. Mitropolia Moldovei a fost obligată la plata chiriei preoților de mir care locuiau în anexele Mănăstirii și i s-a impus să obțină acordul prealabil al guvernului imperial înainte de efectuarea oricăror lucrări de reparații la biserica „Sf. Gheorghe” din Suceava.
Într-un raport din 18/30 mai 1869 adresat Căpităniei Districtului de la Cernăuți, egumenul Darie Ternovschi afirmă că „la statornicirea mea în funcție la această biserică în anul 1858 am găsit biserica, turnul clopotniță, precum și locuințele în cea mai deplorabilă stare, casile de locuință le-am aflat lipsite de orice mobile”, ceea ce însemna că Mitropolia Moldovei nu a mai alocat sumele promise. Adunarea Legislativă a Moldovei a hotărât în 1860 subvenționarea mănăstirii de la Suceava, iar ministrul cultelor a dispus alocarea a 6.000 de lei anual. Egumenul mai sus-amintit a efectuat în anii 1860 și 1861 unele reparații: a acoperit biserica și turnul clopotniță cu șindrilă, a văruit biserica pe dinafară, a reparat turnul clopotniță, a retopit și returnat clopotele crăpate, a procurat veșminte și obiecte de cult noi. În toamna anului 1868 s-a început realizarea unor lucrări de reparații radicale, supervizate de arhitectul imperial Joseph Hlavka, dar acestea au fost oprite în vara anului 1869 din dispoziția guvernului austriac care a contestat dreptul de patronaj al Mitropoliei Moldovei asupra bisericii.
Lucrările de restaurare au fost mult timp întârziate ca urmare a diferendumului dintre Mitropoliile Moldovei și cea a Bucovinei asupra patronatului bisericii vechii catedrale mitropolitane. Mitropolitul Iosif Naniescu a înaintat mai multe adrese (la 2 martie 1892, 8 februarie 1894 și 14 august 1899) către Ministerul Cultelor și Instrucțiunii Publice căruia îi atrăgea atenția asupra necesității restaurării urgente a Bisericii „Sf. Gheorghe din Suceava”, restaurarea evaluată la 80.000 lei. În perioada 1894-1896 s-a construit o casă cu mai multe încăperi ce servea ca locuință pentru egumen și pentru primirea oaspeților, s-a reamanajat chilia pentru monahi, s-au înălțat trei hale pentru adăpostirea pelerinilor, s-a construit o șură și două grajduri.

### Restaurări ulterioare

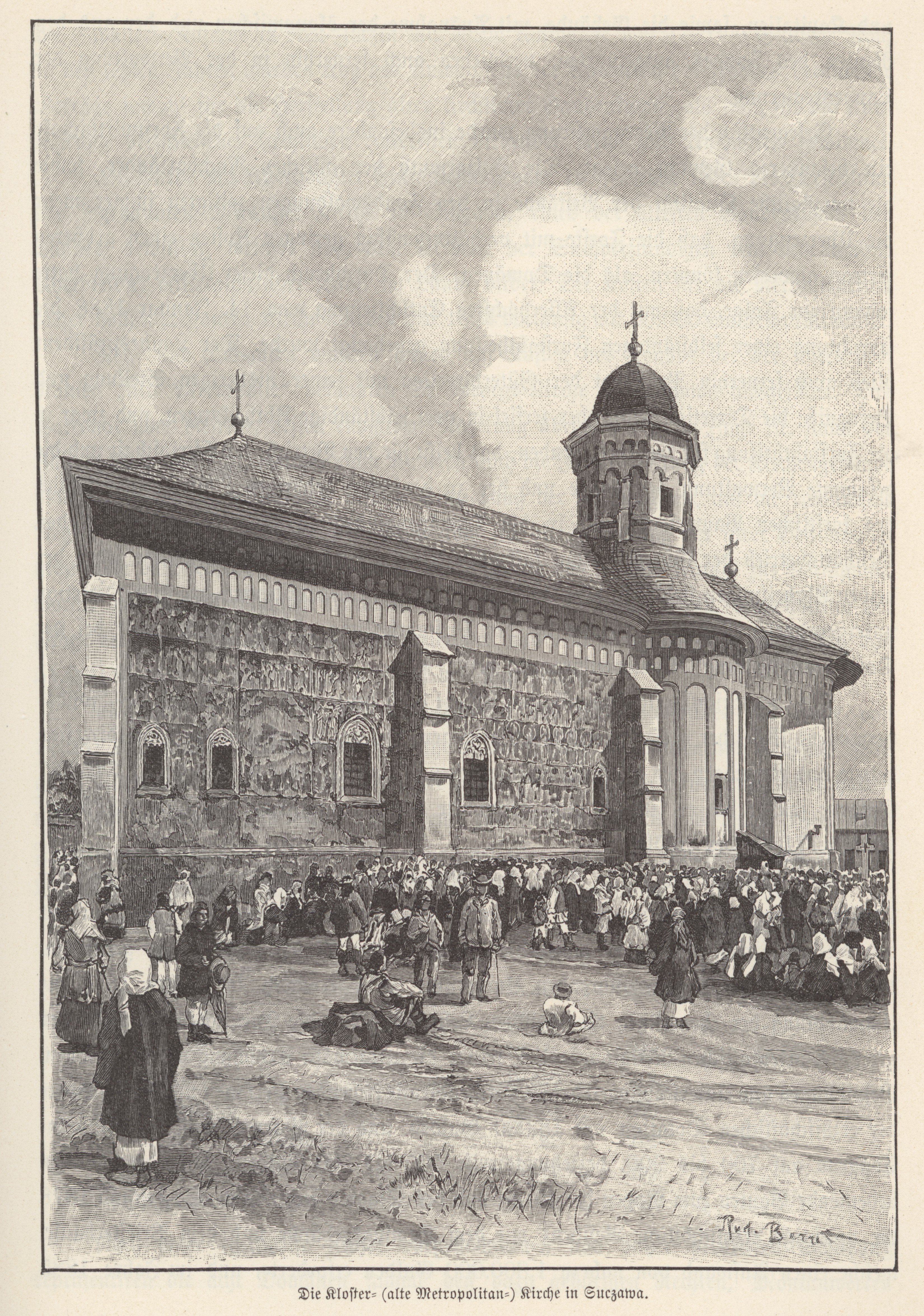
Xilogravură de Rudolf Bernt din 1899 cu Biserica Sfântul Gheorghe

Între anii 1898-1910, arhitectul austriac Karl Romstorfer a efectuat lucrări de restaurare a întregului complex mănăstiresc. Lucrările efectuate aici au avut ca finalitate:
- curățarea picturii interioare de fum și reîmprospătarea sa de către pictorul vienez Johann Viertelberger (1906-1909)
- înlocuirea ramelor ferestrelor și a portalului pridvorului
- retencuirea fațadei
- acoperirea bisericii cu țiglă colorat-smălțuită
- înălțarea turnului clopotniță cu un etaj și o turlă, fiind decorată partea superioară a zidurilor cu firide și cu ocnițe. Acoperișul turlei a fost realizat tot din țiglă colorat-smălțuită.

După finalizarea lucrărilor de restaurare, biserica „Sf. Gheorghe” a fost resfințită la 19 septembrie /2 octombrie 1910 de către mitropolitul Vladimir de Repta al Bucovinei și Dalmației, arhimandritul Ghedeon Balmoș, arhimandritul Ipolit Vorobchievici (starețul Mănăstirii Dragomirna) și un sobor de preoți. Mitropolia Moldovei a fost reprezentată de Al. Simionescu, protopresviter al jud. Botoșani, dr. D. Grigorescu, protopopul jud. Dorohoi, și Valerie Iordăchescu, protoiereul jud. Suceava. La acest eveniment au participat guvernatorul Bucovinei, Oktavian Ritter Regner von Bleyleben, și alți funcționari înalți.
În perioada primului război mondial, pentru a fi mai bine ocrotite, moaștele Sf. Ioan cel Nou au fost duse în toamna anului 1914 în biserica ortodoxă română din Viena. Ele au fost readuse în Biserica „Sf. Gheorghe” din Suceava la 25 iulie 1918.
O altă serie de lucrări de restaurare ale complexului monahal au fost executate în perioada 1967-1968, cu cheltuiala statului și a Mitropoliei Moldovei și Sucevei, fiind reparate corpurile de chilii. Tot atunci a fost introdusă încălzirea centrală în biserică și în clădirile din incintă.
În anul 1991, odată cu înființarea Arhiepiscopiei Sucevei și Rădăuților, Biserica „Sf. Gheorghe” din cadrul Mănăstirii Sfântul Ioan cel Nou din Suceava devine catedrală arhiepiscopală. Tot atunci s-au început lucrările pentru construirea unui paraclis în curtea mănăstirii.
În perioada 1991-2015, în zona Mărășești-Zamca a orașului este construită Catedrala „Nașterea Domnului”, al doilea cel mai mare edificiu religios din România, după Catedrala Mântuirii Neamului Românesc din București. Deși în prezent funcționează ca parohie, noua catedrală din Suceava a fost ridicată cu scopul de a îndeplini rolul de reședință arhiepiscopală a Arhiepiscopiei Sucevei și Rădăuților, preluând astfel rolul avut de Biserica „Sfântul Gheorghe”.
În prezent, hramul principal al Mănăstirii Sfântul Ioan cel Nou are loc pe data de 24 iunie (Aducerea moaștelor Sfântului Ioan cel Nou).

### Stareți
Printre stareții (sau priorii) mănăstirii au fost mai mulți episcopi sau viitori episcopi: 
- ieromonahul Mihail (1783–1792)
- ieromonahul Anton Ilievici (1792–1811)
- ieromonahul Iosif Carașchevici (1811–1816)
- arhimandritul Melchisedec Lemeni (1816–1849)
- ieromonahul Dositei Tișcovici (1849–1856) – egumen al Mănăstirii Dragomirna
- ieromonahul Iustin Cantemir (1856–1858)
- arhimandritul mitrofor Darie Ternovschi (1858–1888)
- ieromonahul Galaction Mleșniță (1888)
- arhimandritul stavrofor Emanoil Ciuntuleac (1888–1903)
- ieromonahul Pancratie Sidorovici (1903–1904)
- arhimandritul mitrofor Ghideon Balmoș (1904–1913)
- ieromonahul Pancratie Sidorovici (1913–1914)
- arhimandritul mitrofor Inochentie Ștefanelli (1914–1934)
- episcopul Partenie Ciopron (1950–1961) – episcop al Armatei (1937–1948) și locțiitor de episcop la Bălți (1941–1944), ulterior episcop al Romanului și Hușilor (1961–1978)
- protosinghelul Nestor Vornicescu (1962–1966) – ulterior episcop-vicar al Arhiepiscopiei Craiovei (1970–1978) și mitropolit al Olteniei (1978–2000)
- arhimandritul Eftimie Luca (1966-1972) – ulterior arhiereu-vicar al Episcopiei Romanului și Hușilor (1972–1978), episcop al Romanului și Hușilor (1978–1994), episcop al Romanului (1994–2009), arhiepiscop al Romanului și Bacăului (2009–2014)
- arhimandritul Pimen Zainea (1974–1978) – ulterior episcop-vicar al Arhiepiscopiei Iașilor (1982–1991) și arhiepiscop al Sucevei și Rădăuților (1991–2020)
- arhimandritul Grigorie Halciuc (1978 – 1 septembrie 2020)
  - arhimandritul Vartolomeu Chira (1997–2001) – administrator al mănăstirii în perioada absenței starețului Grigorie Halciuc
- arhimandritul Serafim Grigoraș (1 septembrie 2020 – prezent)

## Biserica „Sfântul Gheorghe”

### Arhitectura bisericii

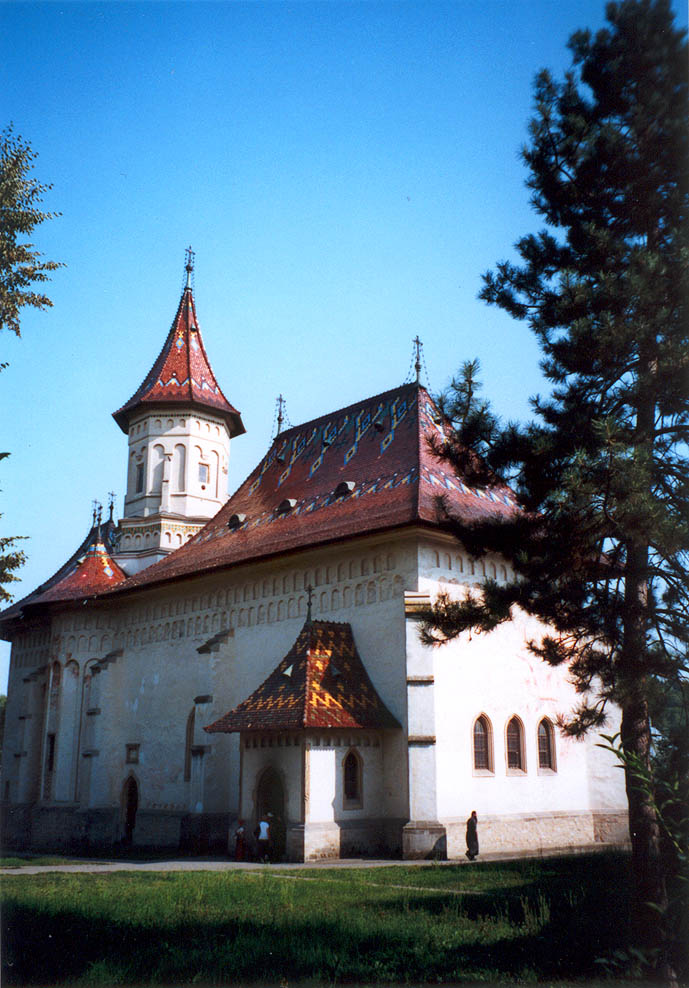
Biserica Sfântul Gheorghe

Biserica se asemănă prin planul treflat, proporții și trăsături arhitecturale cu Biserica Înălțarea Domnului de la Mănăstirea Neamț. Există și unele deosebiri față de biserica sus-menționată și anume:
- dimensiunile bisericii sucevene sunt mai mari
- înlăturarea gropniței (camera mormintelor) prin lărgirea spațiului naosului spre vest și est. Astfel naosul a fost lărgit spre vest până la zidul pronaosului, iar spre est până în fața altarului.
- abside circulare

Biserica este susținută de 9 contraforturi: două se află în colțurile exonartexului (pridvorului), două sprijină arcul median al pereților pronaosului, câte două încadrează cele două abside laterale și un picior de contrafort susține absida altarului. Edificiul este înconjurat de ocnițe dispuse sub cornișă astfel: un șir pe latura de vest și două șiruri de ocnițe egale caa dimensiuni pe celelalte trei laturi. Pe fețele absidelor se află firide alungite.
Deasupra naosului se află o turlă octogonală zveltă cu patru ferestre în cele patru puncte cardinale, așezată pe două rânduri de baze stelate suprapuse și sprijinită de patru contraforturi pe laturile oarbe.
Biserica a fost acoperită inițial cu învelitoare de plumb, dar aceasta a fost furată în urma invaziilor care au avut loc în Moldova în secolele al XVI-lea și al XVII-lea. Astfel, acoperișul a fost refăcut de mai multe ori din șiță (șindrilă lungă și îngustă confecționată din brad sau fag). Cu prilejul lucrărilor de restaurare conduse de Romstorfer, acoperișul a fost realizat între anii 1904-1910 din țiglă smălțuită și colorată.
În interiorul bisericii se intră printr-un pridvoraș adăugat pe latura nordică în anul 1837 de către mitropolitul Veniamin Costachi, care a înlocuit un altul mai vechi ridicat de mitropolitul Teofan de la Râșca în anul 1579. Ușa de intrare în pridvor se termină printr-un arc în acoladă, portalul de trecere în pronaos se încheie în arc frânt.
În biserică nu se află morminte, ctitorii ei (Bogdan al III-lea și Ștefan al IV-lea) fiind înmormântați la Mănăstirea Putna, iar mitropolitul Teoctist al II-lea (care a sfințit biserica) a fost înmormântat la Mănăstirea Neamț, unde a fost închinoviat.

### Iconografia

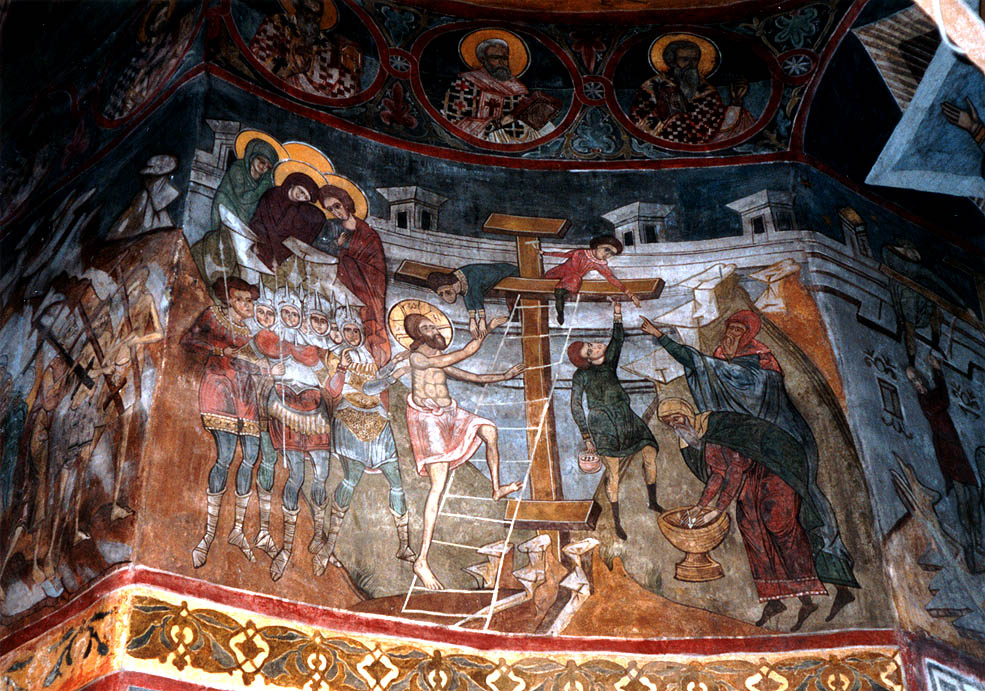
Pictură interioară

Biserica a fost pictată în frescă în stil bizantin atât în interior, cât și în exterior. Numele meșterilor nu se cunosc.
Picturile din interior datează din vremea domniei lui Ștefăniță Vodă (1517-1527). Pe pereții pridvorului și pronaosului sunt pictați sfinți prăznuiți de Biserica Ortodoxă (sinaxarul), precum și unele scene din istoria creștinismului (calendarul). Deasupra ușii de intrare în pronaos se află icoana Sfintei Fecioare Maria Glicofilusa. Pe peretele sudic al pronaosului se află imaginea unui ierarh cu camilafcă, pe care specialiștii l-au identificat a fi mitropolitul Teoctist al II-lea, care a sfințit biserica în 1522.
În cupola turlei naosului este pictat Pantocratorul, pe pereții turlei fiind o reprezentare a Liturghiei cerești cu cortegiile de îngeri, Profeții și Apostolii, iar la baza turlei, în pandantivi, se află chipurile celor patru evangheliști. În registrul de sus sunt reprezentate Patimile lui Iisus (Spălarea picioarelor, Împărțirea Veșmintelor, Drumul spre Golgota, Răstignirea, Coborârea de pe Cruce, Paza Mormântului, Înălțarea Domnului, Pogorârea Sfântului Duh ș.a.), începând dinspre peretele nordic. În partea inferioară a pereților naosului sunt reprezentați sfinții militari.
Tabloul votiv a fost pictat pe partea dreaptă a naosului. La 24 iunie 1589 odată cu aducerea în biserică a moaștelor Sf. Ioan cel Nou a fost amplasat în dreptul tabloului votiv un baldachin de piatră. Cu acest prilej, s-a deteriorat o parte din pictură. La sfârșitul secolului al XVIII-lea, îndepărtându-se peretele dintre naos și pronaos, a dispărut o bună parte din tabloul votiv, mai exact chipul Mântuitorului, care primea prin Sf. Gheorghe macheta bisericii pictată în miniatură și partea superioară a chipului lui Bogdan al III-lea. Pe porțiunea ce a mai rămas, lângă racla cu moaște, se păstrează o parte din chipul lui Bogdan al III-lea, precum și chipurile fiilor săi, Ștefăniță Vodă și Petru. Ștefăniță este îmbrăcat cu o mantie cu guler, având un șir de perle la mâneci cu marginile împodobite cu pietre prețioase, de formă ovală și foarte mari.
La începutul secolului al XX-lea, s-a amplasat în biserică un baldachin de piatră de dimensiuni mult mai mari, după modul celui de pe vremea lui Petru Șchiopul. Cu această ocazie, s-a deteriorat și s-a acoperit și mai mult ceea ce mai rămăsese din tabloul votiv.
Pe partea opusă tabloului votiv (pe un pilastru de pe peretele sudic) se află zugrăvită scena Aducerii moaștelor Sf. Ioan cel Nou în timpul lui Alexandru cel Bun, iar ceva mai sus se distinge chipul lui Ștefan cel Mare.
În altar sunt reprezentate Maica Domnului, Învierea lui Lazăr și cele două scene din Împărtășania Sfinților Apostoli și 16 Sfinți Ierarhi în registrul de jos.
Din cauza vechimii, multe picturi au fost înecate în fum. Între anii 1906-1909 pictorul vienez Johann Viertelberger a curățat pictura interioară de fum și a reîmprospătat-o stângaci. În prezent, pictura interioară se află în proces de restaurare.
Pictura exterioară datează din vremea lui Petru Rareș (1534) și se aseamănă cu cea de la Humor și Moldovița. Din frescele exterioare păstrate se mai deslușesc doar câteva pe peretele de la sud, mai adăpostit de vânturi și ploi. Frescele păstrate pe latura sudică a bisericii sunt Acatistul Maicii Domnului, Asediul Constantinopolului, Parabola Fiului risipitor (patru scene), Arborele lui Iesei etc. Arborele este încadrat de o parte și de alta de către chipurile a câte șapte filozofi din antichitate ca Platon, Aristotel și alții.
Pe fațada absidei laterale nordice a fost pictat Cinul, Scara Sf. Ioan Sinaitul - în dreptul pronaosului, iar pe fațada sudică este Judecata de apoi acoperită în unele locuri de tencuiala aplicată a doua jumătate a secolului al XIX-lea.
Între anii 1979-1983 s-au desfășurat lucrări de curățare și restaurare a picturii exterioare, cu rezultate deosebite pe fațadele sudică și vestică.

### Odoare de preț
Mănăstirea Sfântul Ioan cel Nou a fost înzestrată de-a lungul timpului cu numeroase obiecte de mare valoare artistică-documentară. Sunt de menționat următoarele:
- argintăria de la racla Sf. Ioan cel Nou - 12 plăci de argint gravate de meșteri locali în vremea lui Alexandru cel Bun (1400-1432), care înfățișează scene din mucenicia sfântului. Ele au fost așezate pe racla din lemn de chiparos în care se păstrează moaștele. Plăcile sunt lucrate în tehnica au repoussé, ele fiind legate între ele prin benzi fine de filigran de argint cu motive florale.[16]
- cruce cu mâner - sculptată artistic în lemn de chiparos de către Popa Nichifor în 1550 și donată bisericii de către mitropolitul Grigorie Roșca
- 2 xilografuri (clișee tipografice) - săpate înainte de 1632 și donate de mitropolitul Petru Movilă al Kievului
- 2 xilografuri - lucrate de monahul Ioan între anii 1658-1659
- o xilogravură lucrată în anul 1661
- Icoana Mântuitorului Iisus Hristos și Icoana Maicii Domnului din pronaosul bisericii - donate de muzicianul Grigore Vindereu (1830-1888)

## Alte construcții

### Zidul de incintă
Incinta mănăstirească a fost împrejmuită încă de la început de ziduri de piatră. Odată cu trecerea vremii, zidurile de incintă au fost înlăturate.
În a doua jumătate a secolului al XX-lea, au fost construite noi ziduri de incintă din piatră, de înălțimi reduse.
În iulie 2009, o comisie de specialiști în patrimoniu național de la Ministerul Culturii a constatat că zidul împrejmuitor este crăpat și fisurat în mai multe locuri, el urmând să fie restaurat. În aprilie 2010 a început refacerea zidului de incintă, lucrările fiind executate de SC Matei Construct SRL, după proiectul realizat de dr. arh. Virgil Polizu de la SC Polarh-Design SRL București.
În zidul dinspre sud-vest al incintei au fost încastrate câteva pietre de mormânt cu inscripții în limba slavonă, care arată că în jurul bisericii mitropolitane au fost înmormântați unii demnitari moldoveni din vremurile de demult.

### Turnul clopotniță

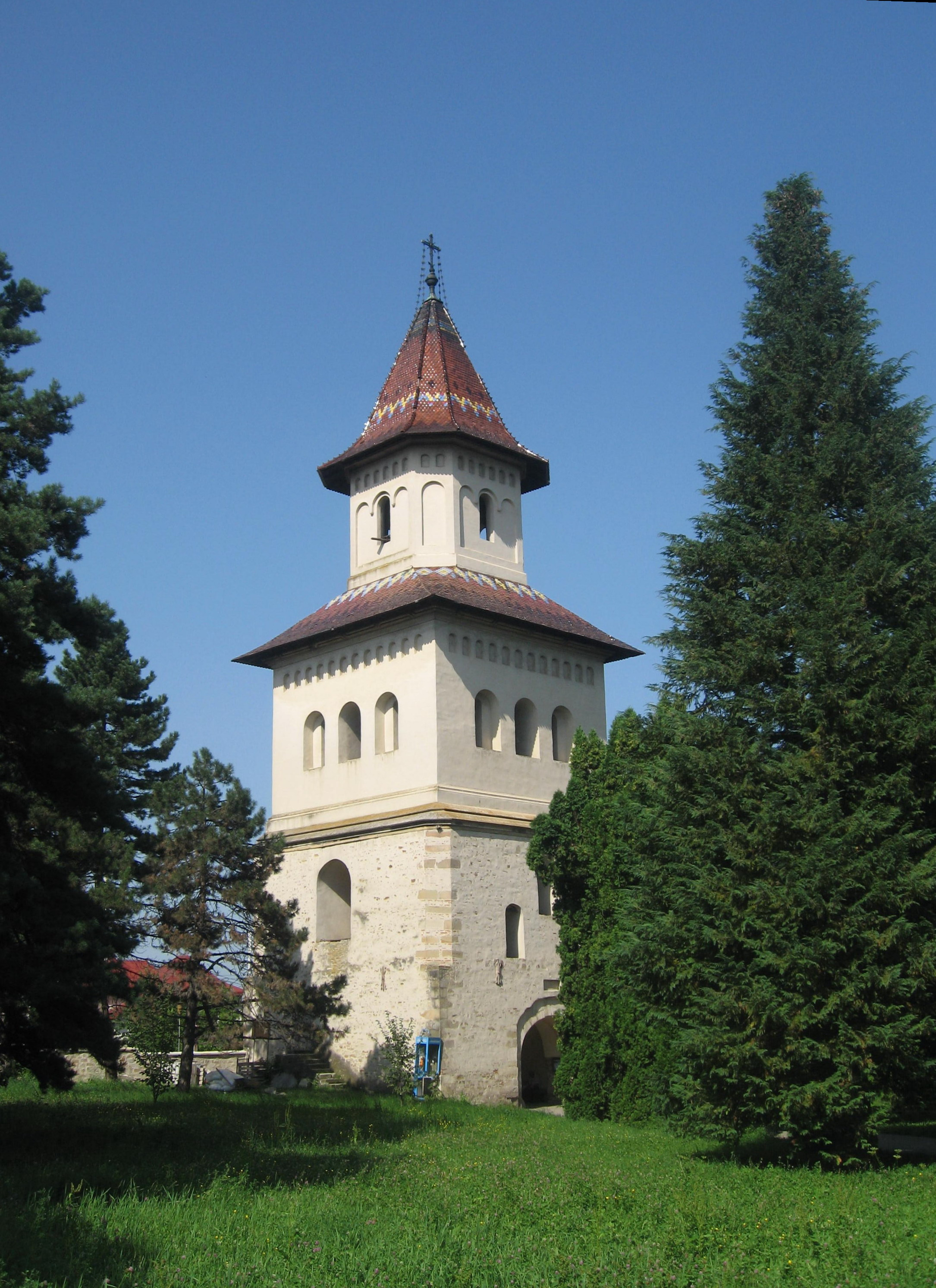
Turnul clopotniță, cunoscut și ca turnul lui Petru Șchiopul

Turnul clopotniță a fost construit în anul 1589, prin strădania domnitorului Petru Șchiopul, după mutarea în Biserica "Sf. Gheorghe Nou" a moaștelor Sf. Ioan cel Nou. Pe peretele sudic al naosului bisericii se află o inscripție aurită cu următorul conținut: „În anul 7097 (=1589) iunie 24, a acoperit biserica Mitropoliei și a făcut și clopotnița și a adus și pe Sf. Ioan în Mitropolie.”
El a fost amplasat pe latura de nord a incintei, servind și ca intrare în mănăstire. Turnul clopotniță a fost construit din piatră și cărămidă după un plan pătrat (cu latura de 11,80 m) și avea inițial doar un singur nivel zidit din piatră neregulată, prevăzut cu colțari din piatră fălțuită. Apoi apar benzi de câte trei rânduri de cărămizi. Alternarea aceasta o găsim și la turnul Mănăstirii Galata din Iași.
Între anii 1898-1910, arhitectul austriac Karl Romstorfer a efectuat lucrări de restaurare a întregului complex mănăstiresc. Cu acest prilej, tunului i s-a mai adăugat un etaj și o turlă, fiind decorată partea superioară a zidurilor cu firide și cu ocnițe. Acoperișul turlei a fost realizat din țiglă colorat-smălțuită, la fel ca și cel al al bisericii. Astfel, în prezent, turnul măsoară 34 metri.
În cadrul cercetărilor din anul 1939 s-au găsit pe latura de sud a primul etaj urmele ușii prin care se putea pătrunde în clopotniță cu ajutorul unei scări portative de lemn. Ușa prevăzută cu un ancadrament de piatră cioplită a fost înlocuită, umplută și apoi s-a practicat un spațiu pentru fereastră. Zidirea acestei uși a făcut ca accesul în turn să se facă prin practicarea unei tăieturi prin zidul de vest.
În arcada intrării s-a găsit șanțul de glisare al porților culisante și cel al grinzii de baricadare a ușilor. În partea de sus a arcadei tăietura cu o lățime aproximativ de 20 cm, pătrunde în zid până la 58 cm în cheia de boltă, iar lateral 1,66 m spre vest și 1,62 m spre est. Lăcașul pentru grinda ce bloca porțile are 23/24 cm, pătrunde în zid spre est până la aproximativ 4,04 m, iar spre vest aproximativ 0,49 m.
În iulie 2009, o comisie de specialiști în patrimoniu național de la Ministerul Culturii a constatat că intrarea în turn și pereții de la primul etaj sunt fisurați, iar țiglele smălțuite de pe acoperiș au început să fie luate de vânt. Comisia urmează să decidă dacă turnul clopotniță va fi acoperit tot cu țiglă colorată sau se va folosi învelitoare din tablă de cupru.

### Clisiarnița-paraclis

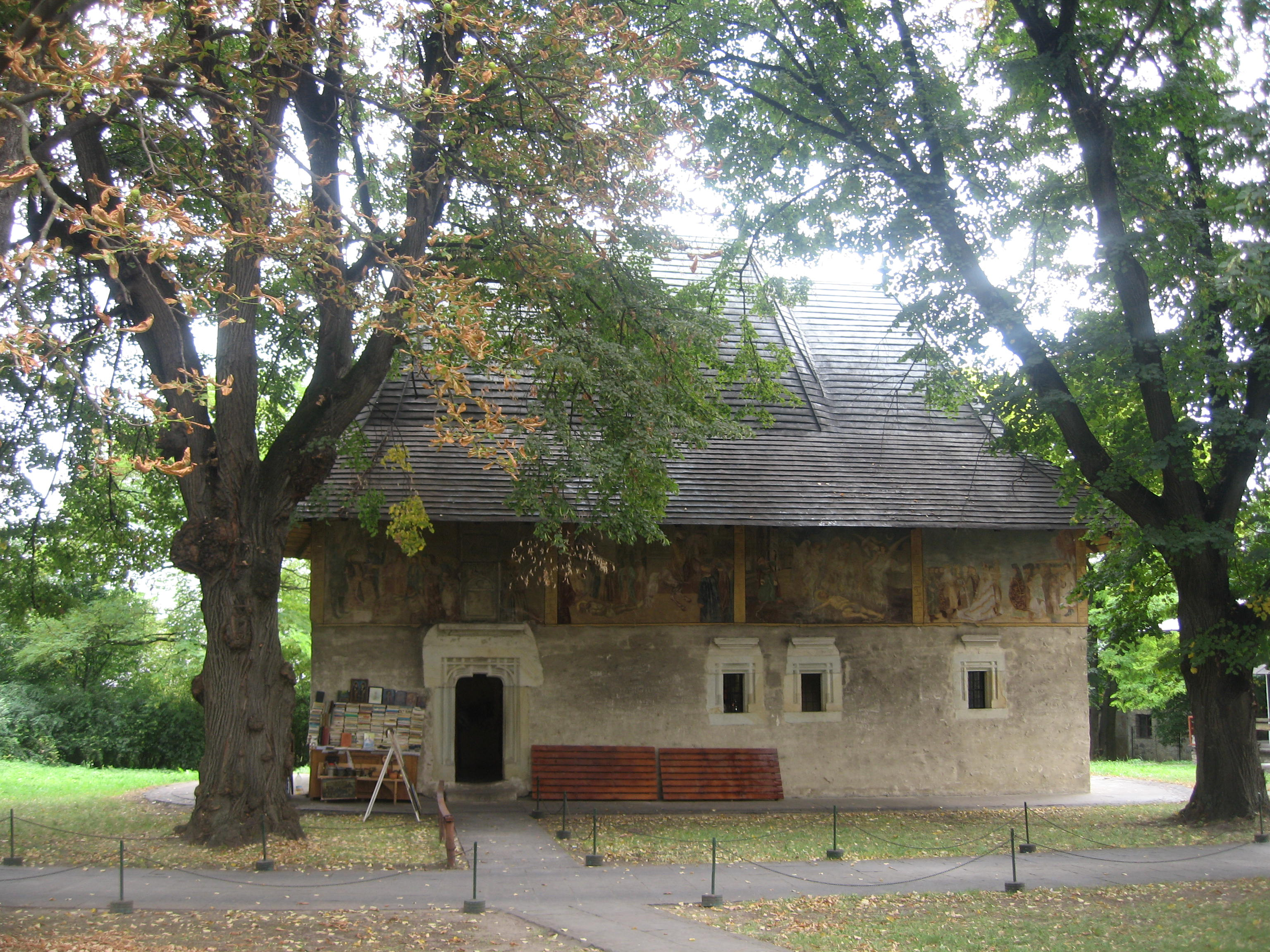
Clisiarnița privită de pe latura vestică

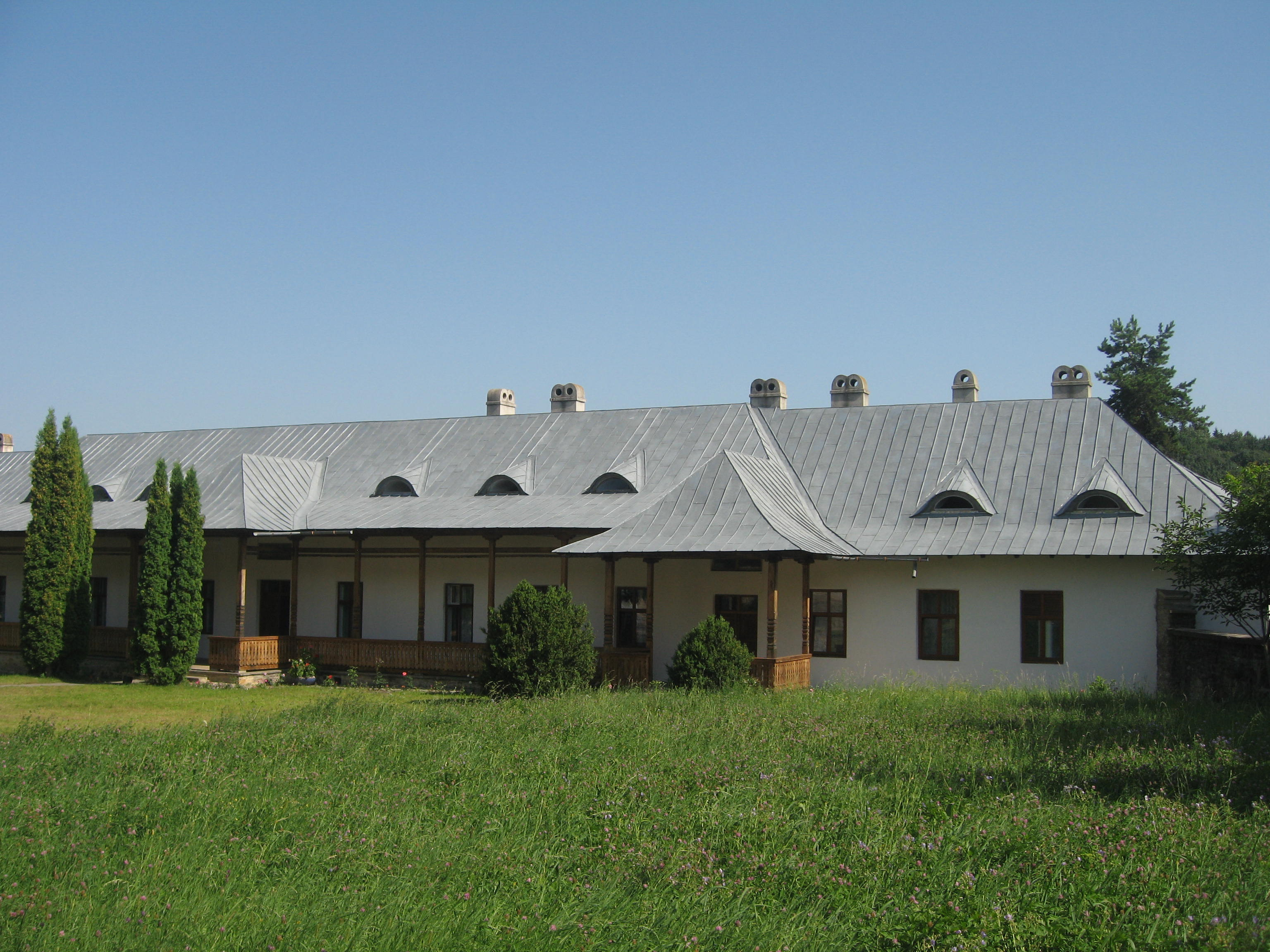
Corpul de chilii

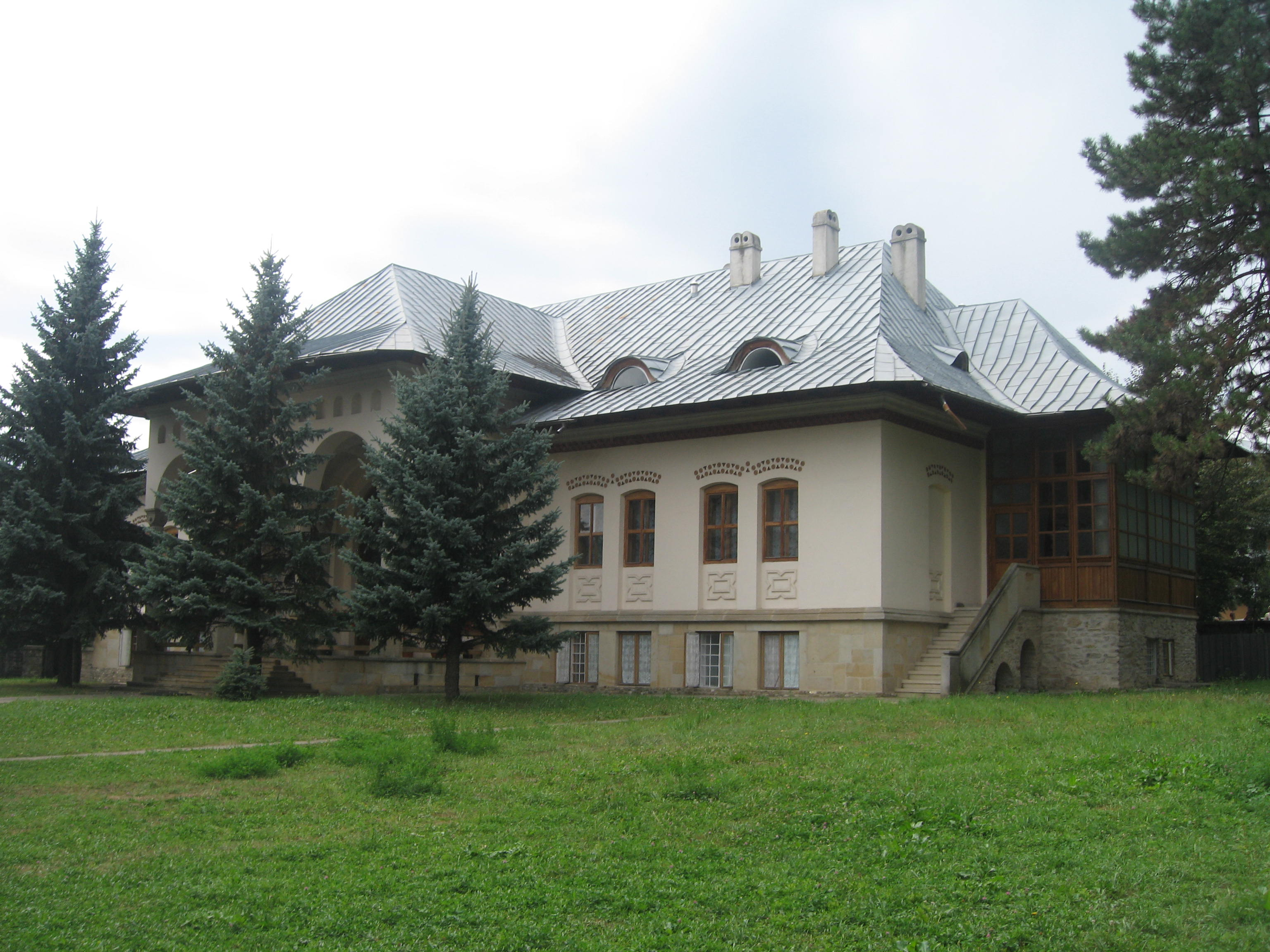
Stăreția

Această clădire a fost construită între anii 1626-1629, în partea de nord-est a incintei mănăstirii. Ctitorul paraclisului este mitropolitul cărturar Anastasie Crimca. Clădirea avea rolul de paraclis de iarnă, fiind asemănătoare cu mica biserică din cimitirul Mănăstirii Dragomirna, ctitorită de același înalt ierarh.
Pe clădirea clisiarniței se află o pisanie în limba slavonă, parțial ștearsă. Cu greu se poate descifra din pisanie: „Această eclesiarniță a făcut-o arhiepiscopul kir Anastasie Crimcovici în zilele binecredinciosului Io Miron Barnovschi Voievod, domn al Țării Moldovei, în anul 7… .” Eclesiarnița are dimensiuni relativ mici: 13,65 m lungime, 6,15 m lățime și o înălțime până la streașină de 5,2 m. 
Această eclesiarniță avea menirea de a servi în timp de iarnă pentru săvârșirea serviciului divin. Prin faptul că eclesiarnița are trei compartimente se justifică încă o dată folosirea acesteia drept paraclis în timp de iarnă. 
Între 1786–1789 în această eclesiarniță a funcționat prima școală catehetică clericală din Suceava, condusă de ieromonahul Daniil Vlahovici. Pe latura vestică, în partea superioară a peretelui au fost pictate în 1895 de către Vladimir Mironescu patru scene ce înfățișează martiriul și aducerea Sf. Ioan cel Nou la Suceava. 
În prezent, aici este adăpostit pangarul.

### Corpul de chilii
Actualul corp de chilii datează din secolul al XIX-lea.

### Stăreția
Clădirea stăreției a fost construită în perioada 1894-1896. Aici a funcționat o școală clericală din 1786 și apoi Institutul Teologic începând din 1826.

### Alte construcții
În partea nordică a zidurilor bisericii se află o cruce de piatră pe soclul căreia se află următoarea inscripție: “Această săntă cruce s’au așezat întru onore săntului m.m. (=mare mucenic) JOAN cel nou în ograda săntei vechi mitropolii a Sucevii în dzilele prealuminatului Împĕrat FRANCISC IOSIF I, în têmpul superiorului aceștii vechi Mitropolii prea Cuvioșiei Sale Darie Tarnovețchi Archimandrit-Mitrofor și a Înalt prea Sănției Sale Archiepiscopului și Mitropolitului Bucovinii și Dalmației Doctor SILVESTRU MORARIU ANDRIEVICIU, cu spesele cuviosului Ieromonach-Asistent IERODION CHIFAN spre eterna lui amintire. Suceava în iuniu 1882.” Pe cruce se află o altă inscripție: “Isus pre cruce a murit. Lumea de pacate a mântuit și înviind din mormânt Viață a dat pe pământ”.
Cel care a dat banii pentru construirea crucii a fost ieromonahul Ierodion Chifan (1840-1887), originar din Vicovul de Jos, cojocar de meserie, intrat ca frate în mănăstire (1880), tuns în monahism (1875), hirotonit ierodiacon (1878) și ieromonah (1880), venit în 1881 de la Mănăstirea Putna ca asistent la moaștele Sf. Ioan cel Nou de la Suceava. A murit la 17/29 august 1887, în urma unei paralizii.
În partea sudică a zidurilor bisericii se află o altă cruce pe soclul căreia se află o inscripție cu caractere slavone.

## Imagini

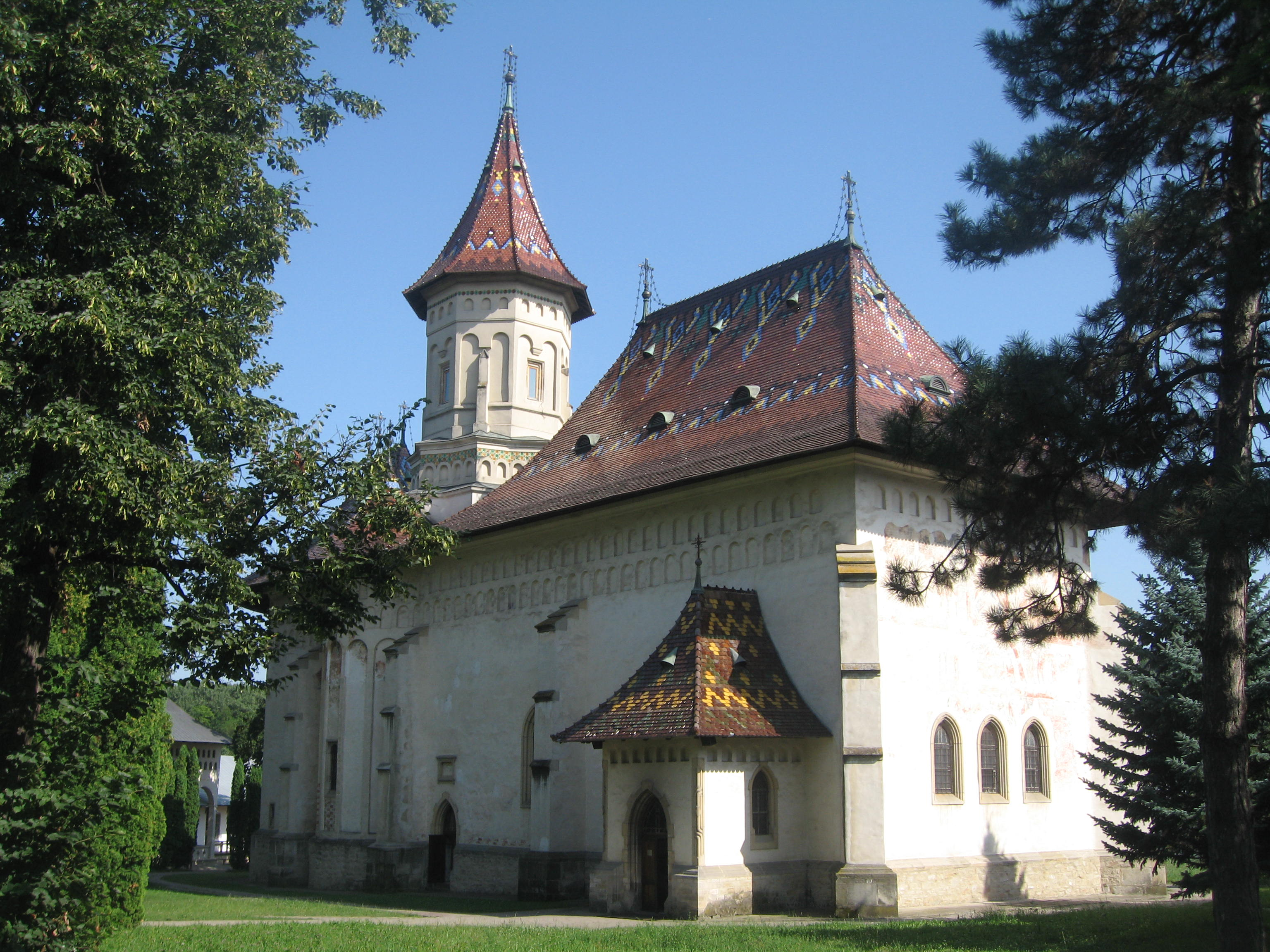
Biserica Sfântul Gheorghe
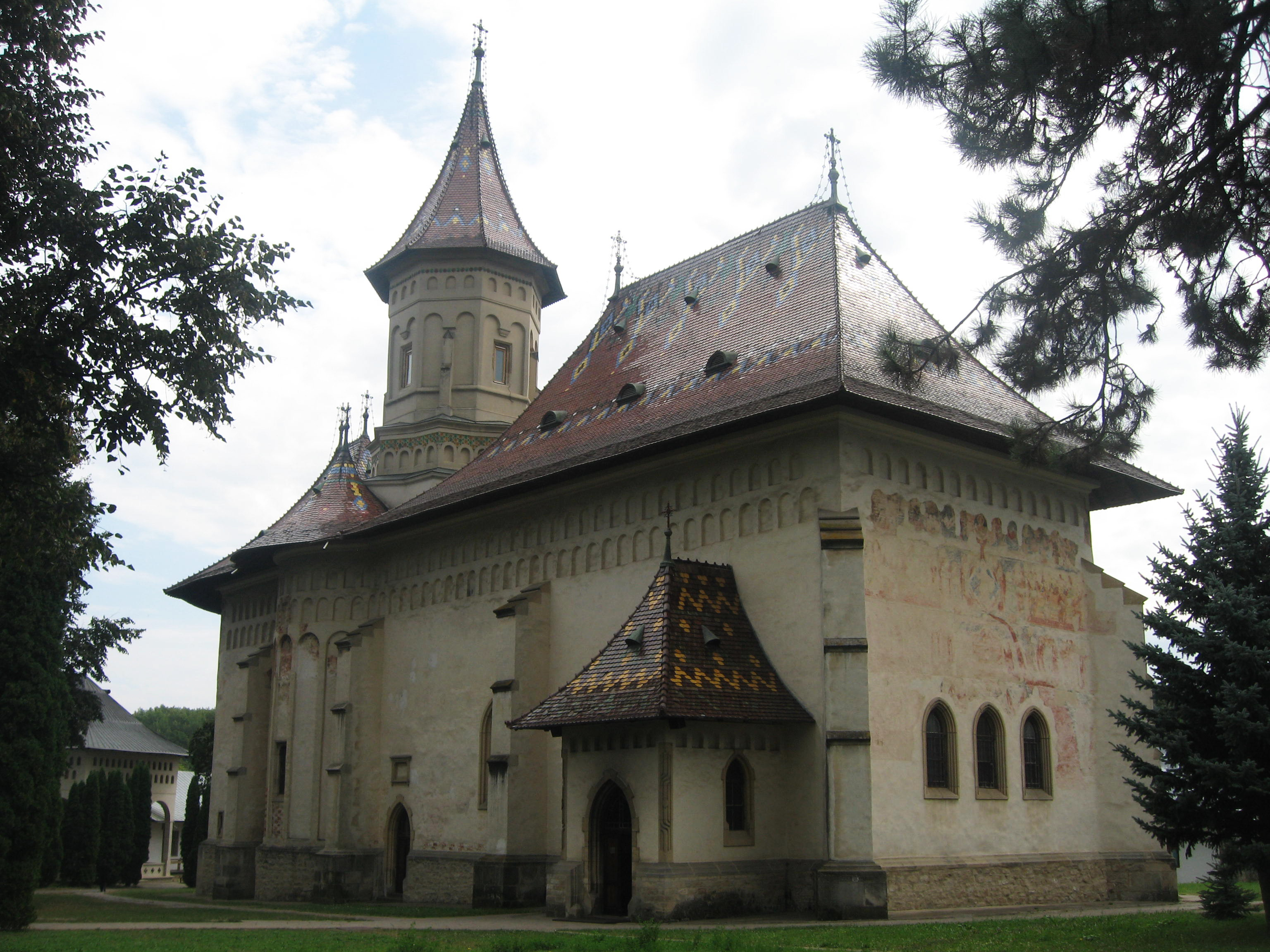
Biserica Sfântul Gheorghe
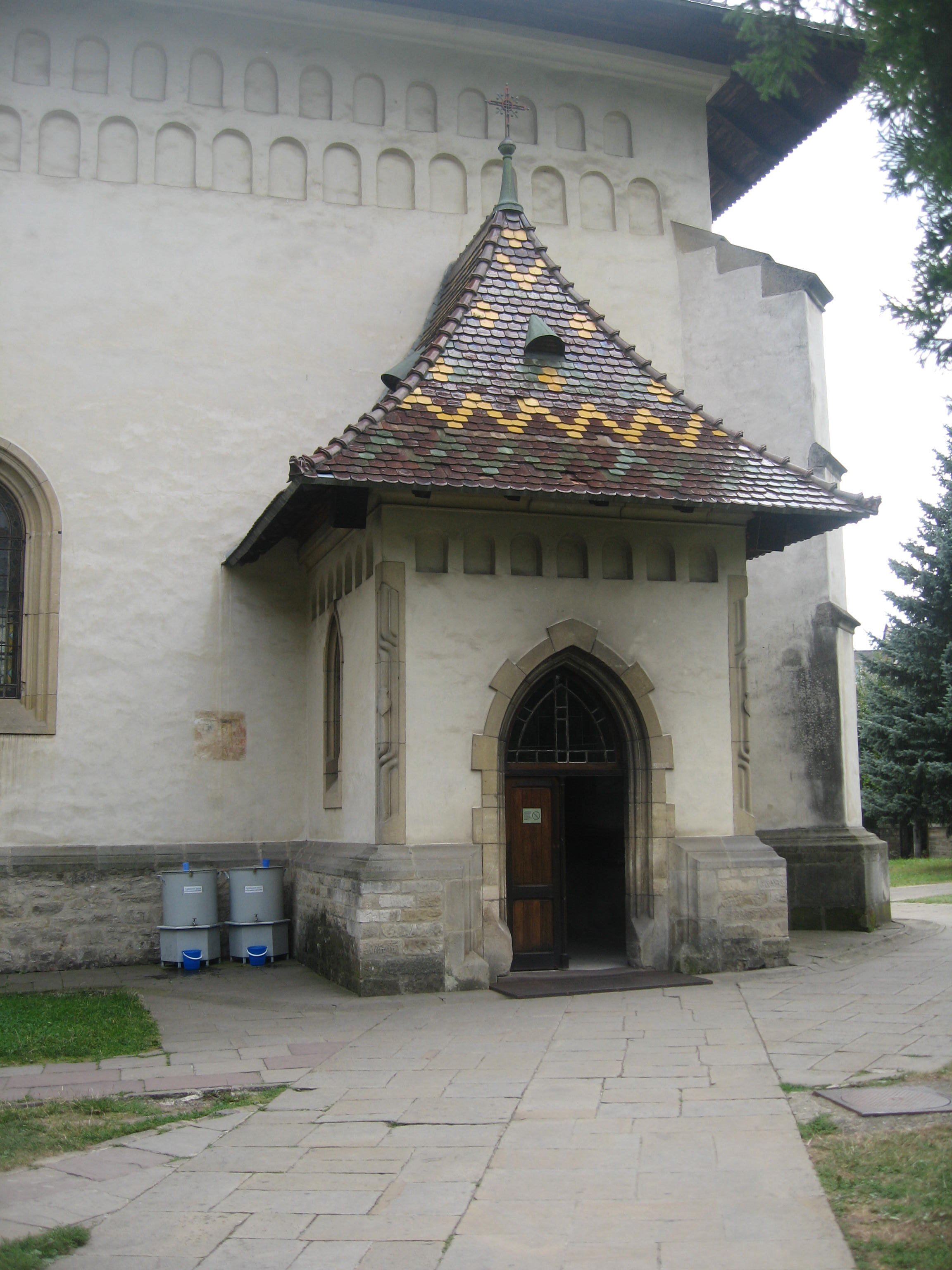
Pridvorul bisericii de pe latura nordică
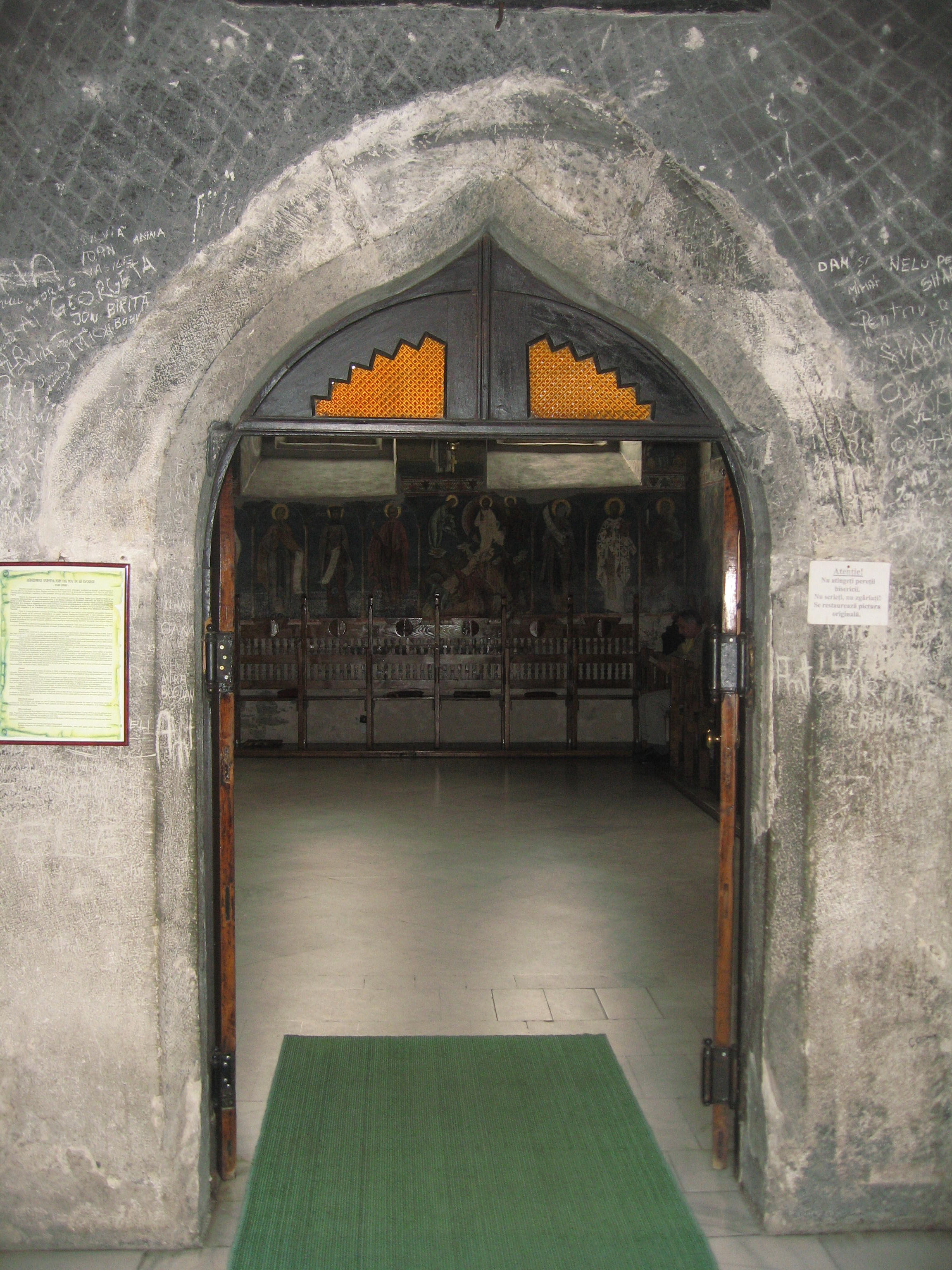
Portalul de intrare în pridvorul de pe latura nordică
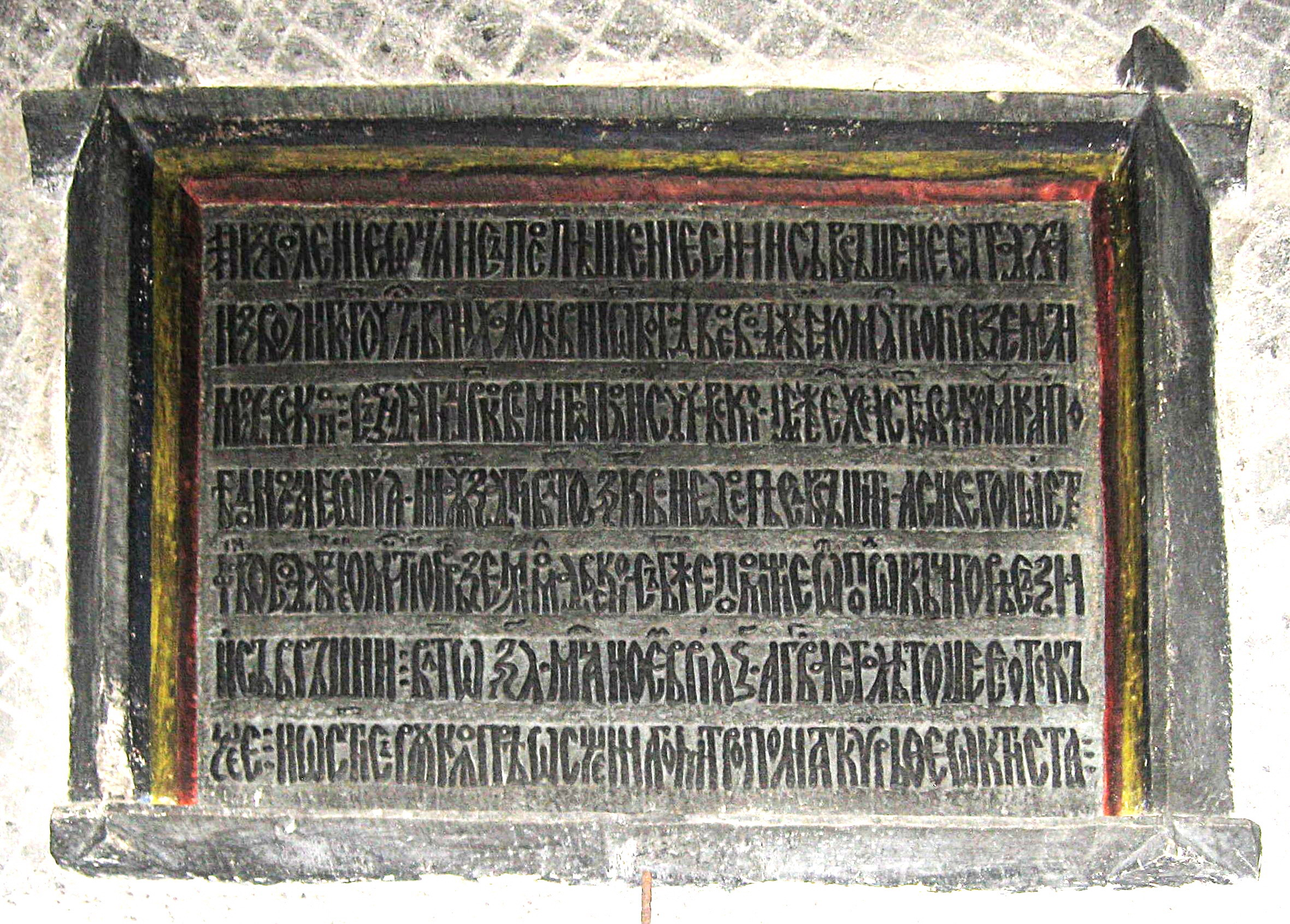
Pisania bisericii
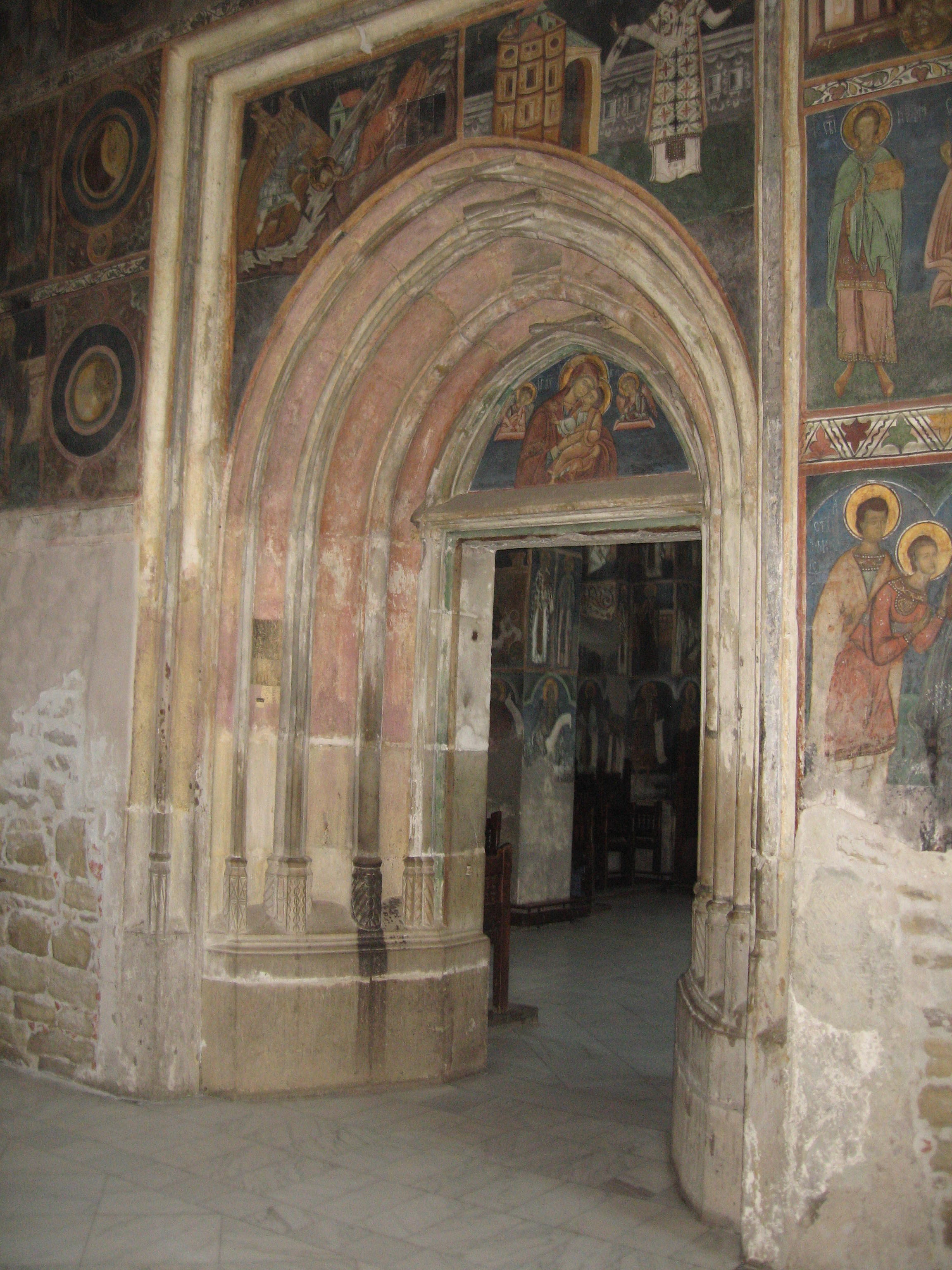
Portalul gotic de intrare în naos
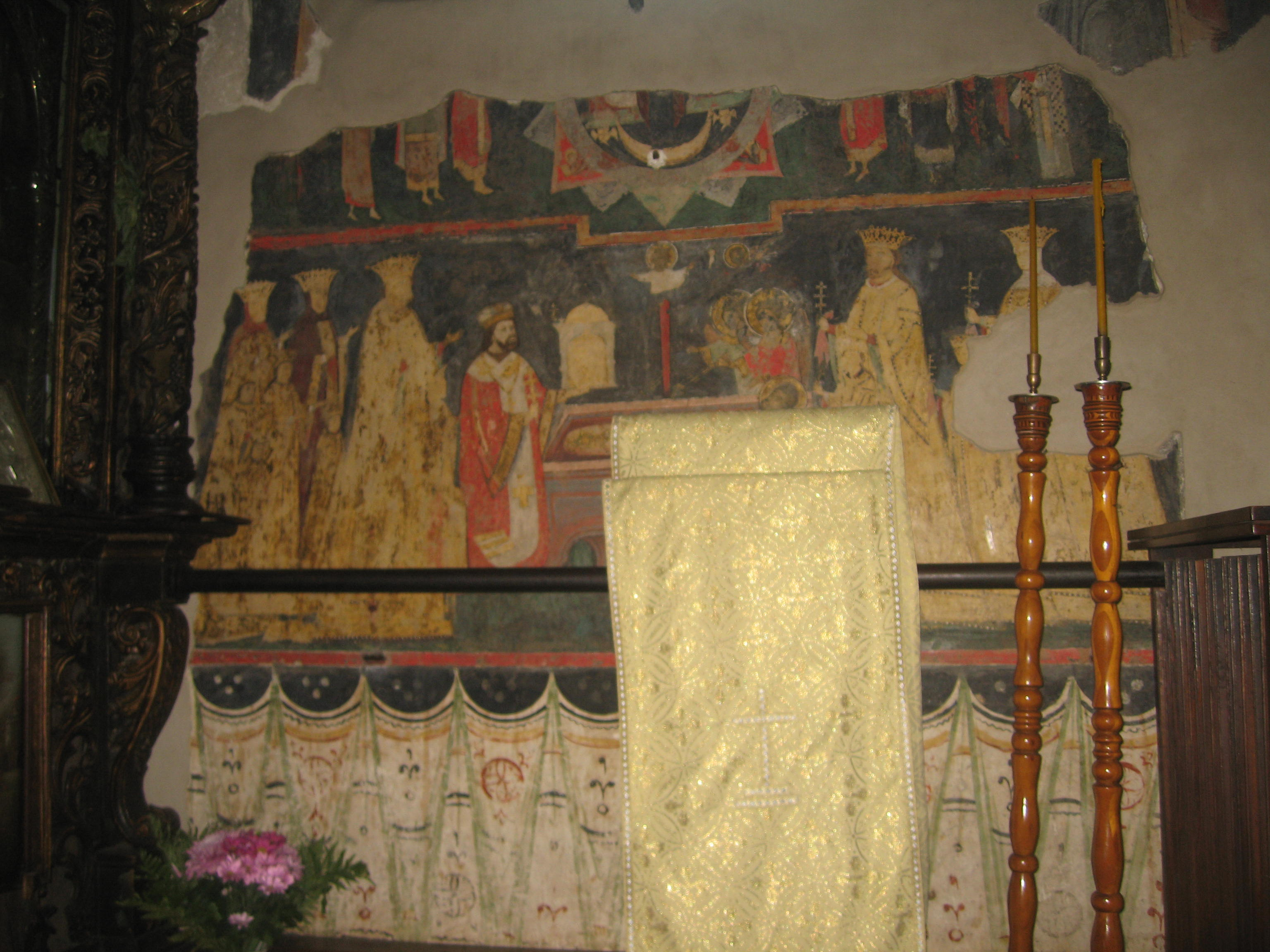
Pictură pe peretele sudic al naosului
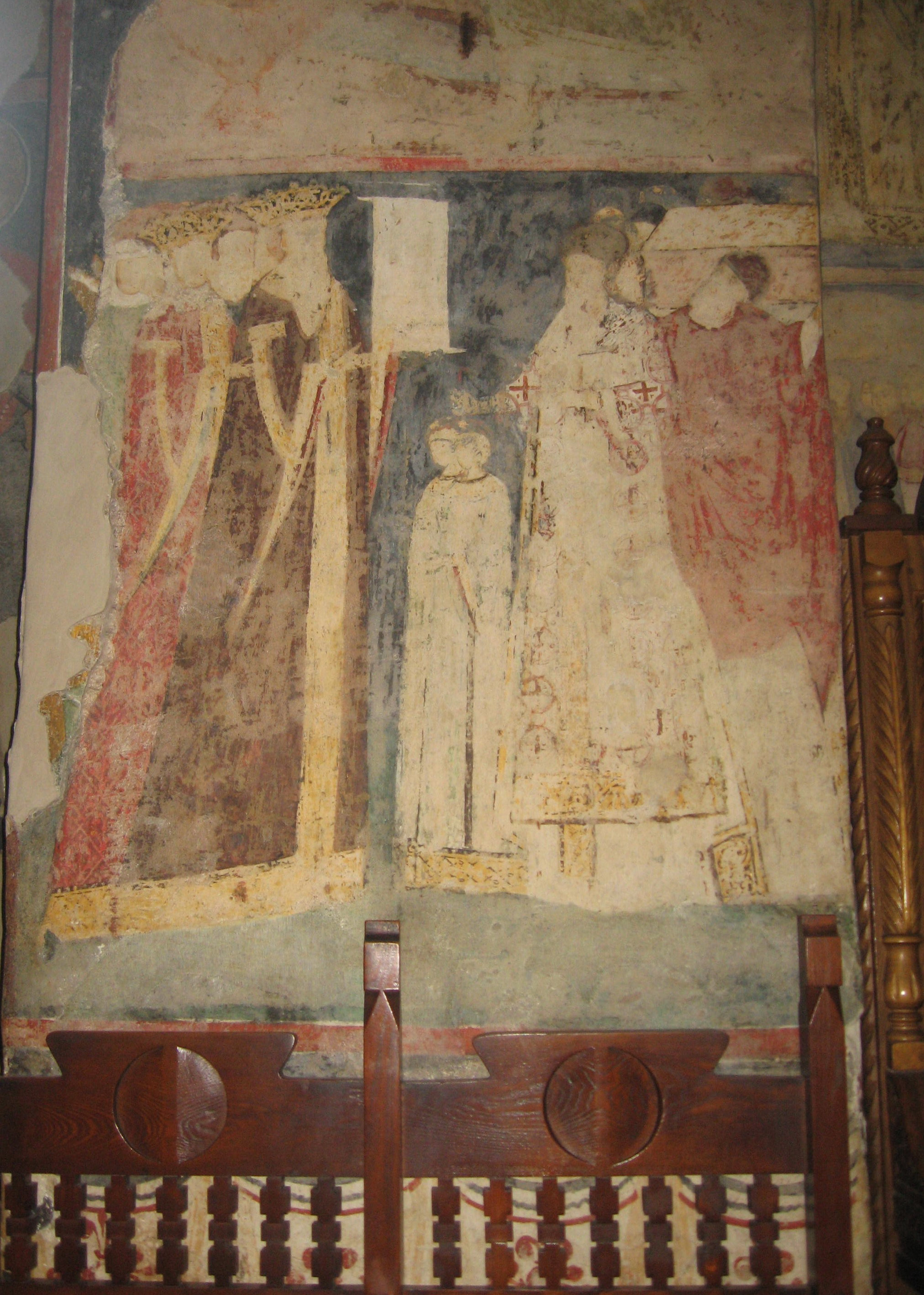
Pictură pe peretele sudic al naosului
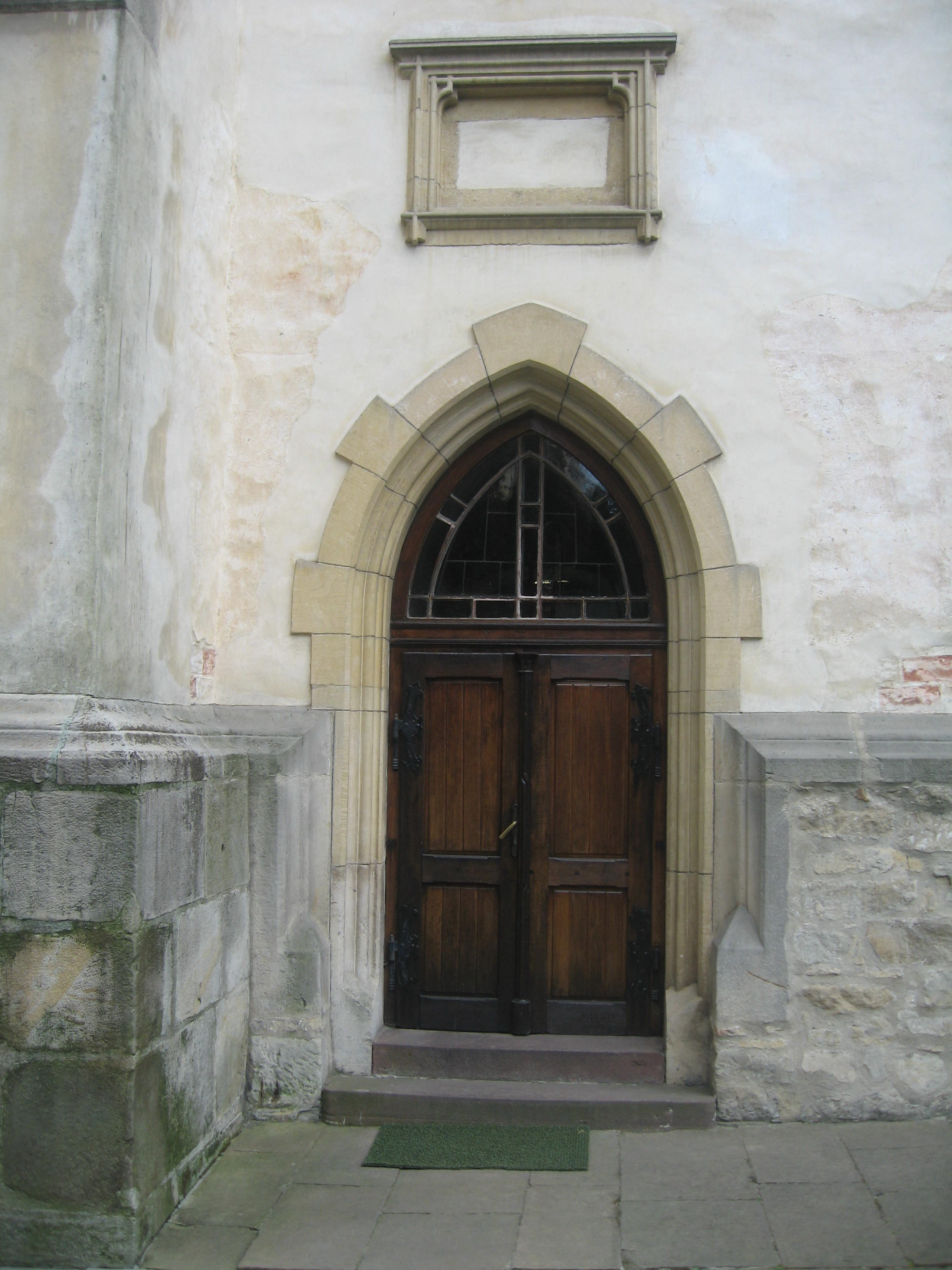
Ușă de intrare în naos aflată pe latura nordică
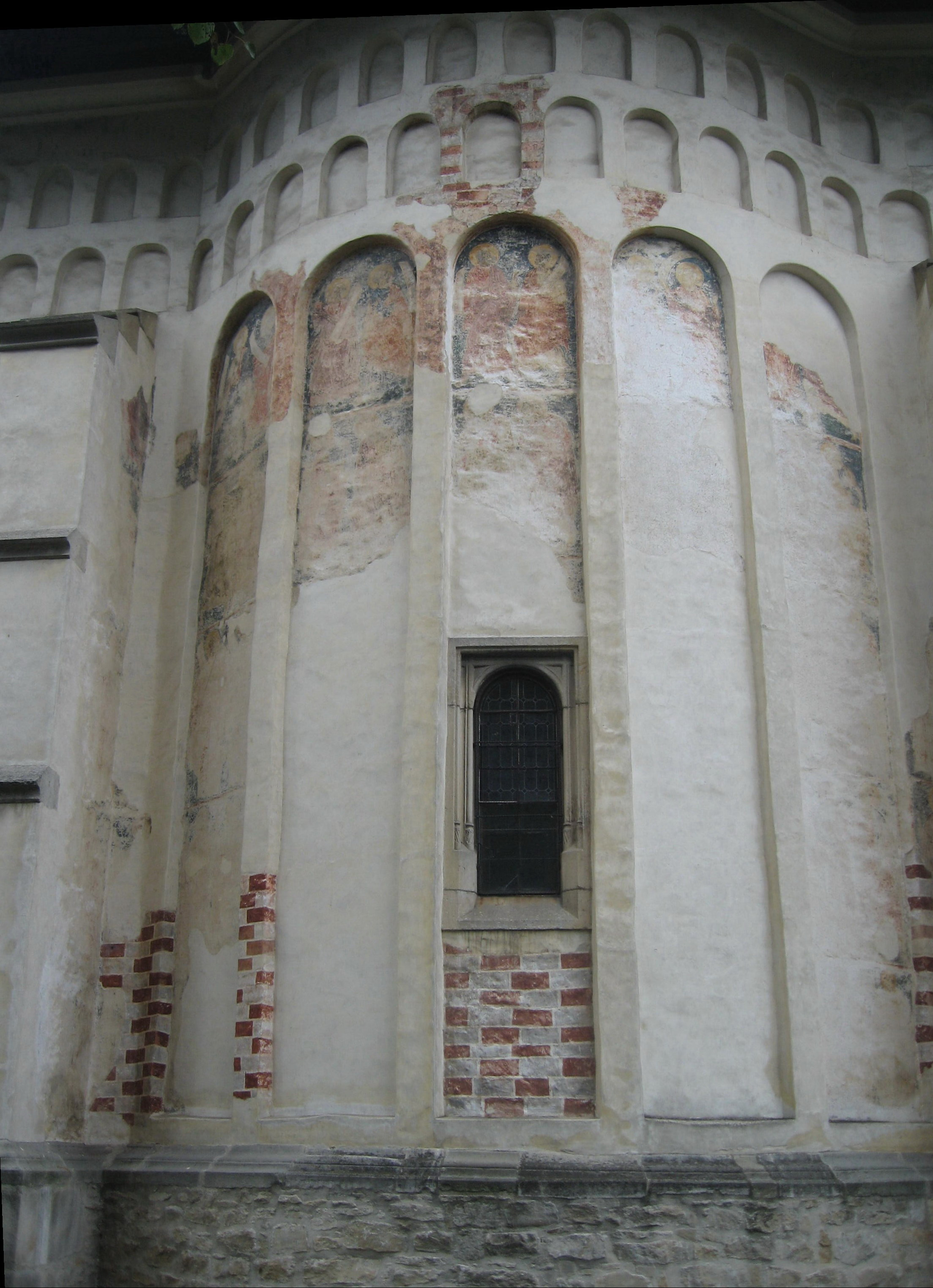
Urme de pictură murală pe absida nordică
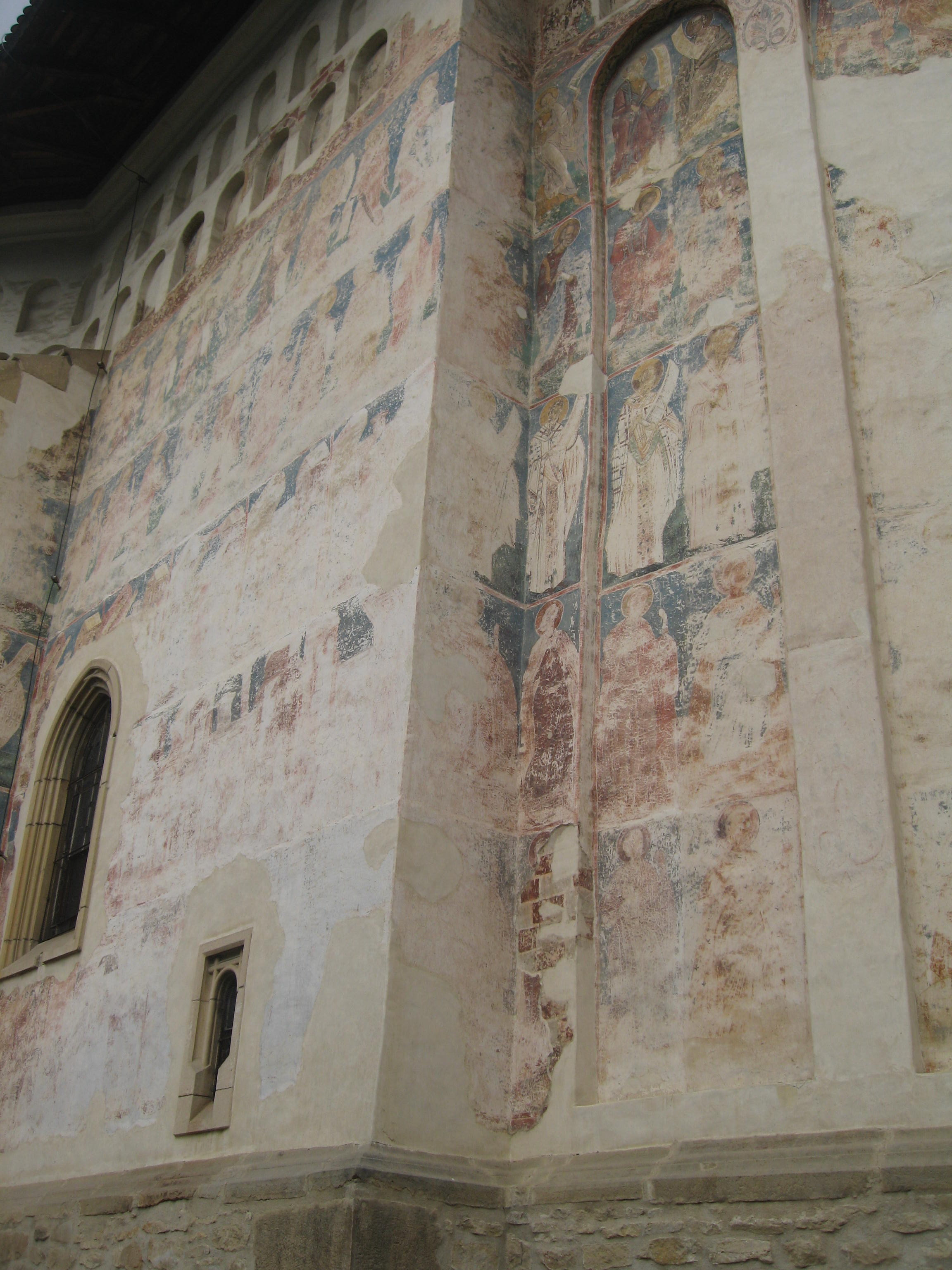
Urme de pictură murală
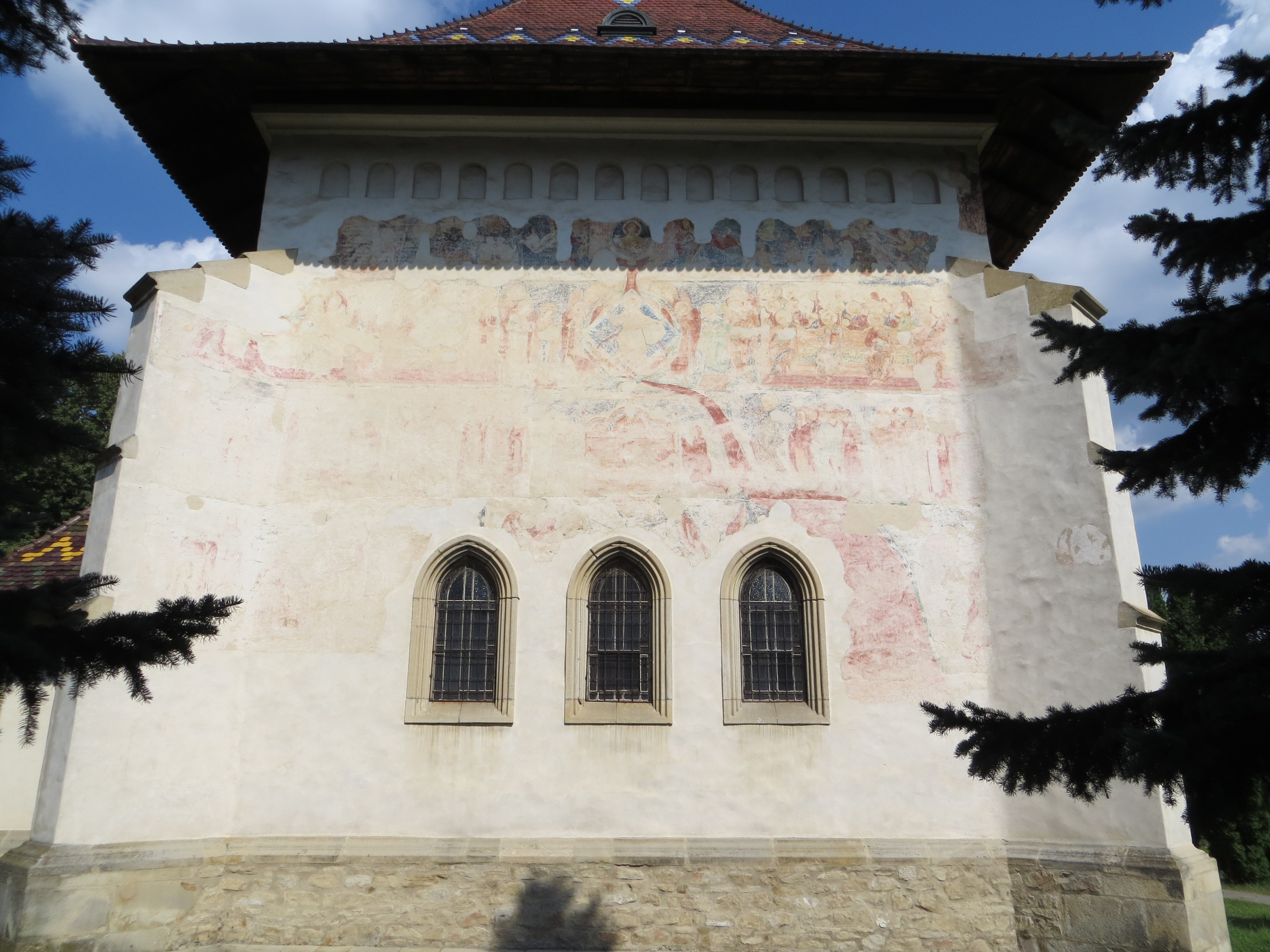
Urme de pictură murală pe latura vestică
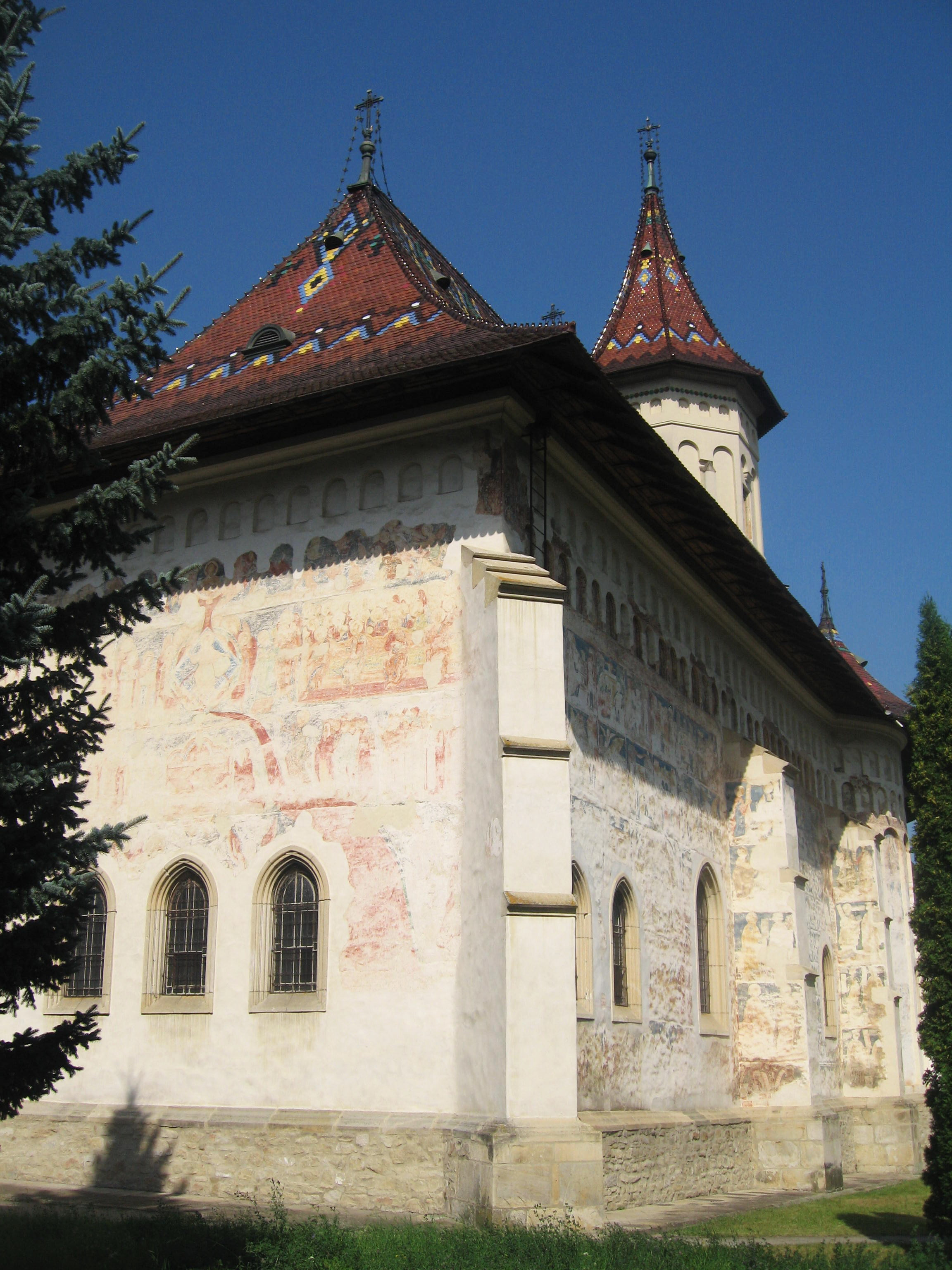
Urme de pictură murală pe latura sud-vestică
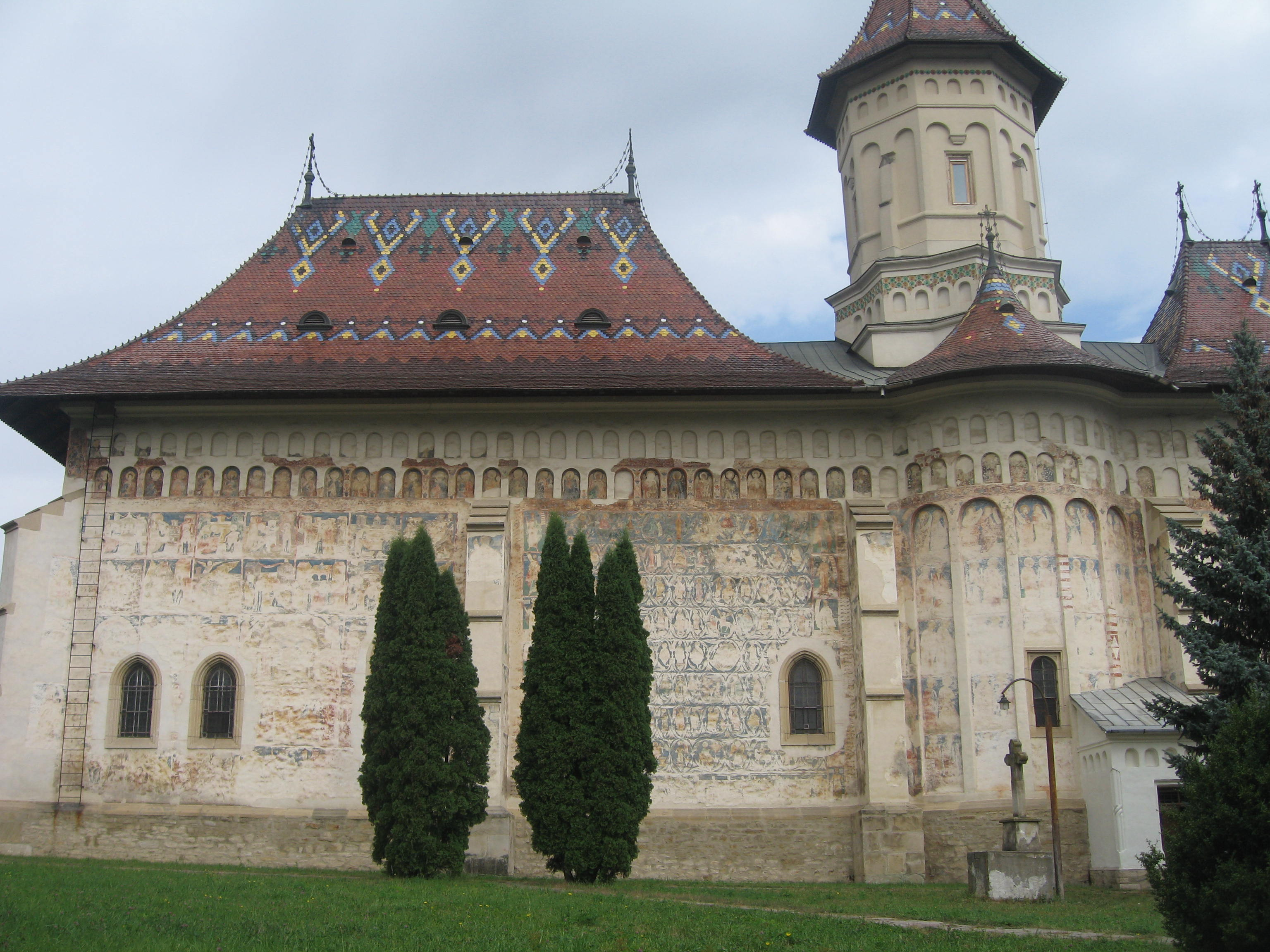
Pictură murală pe latura sudică
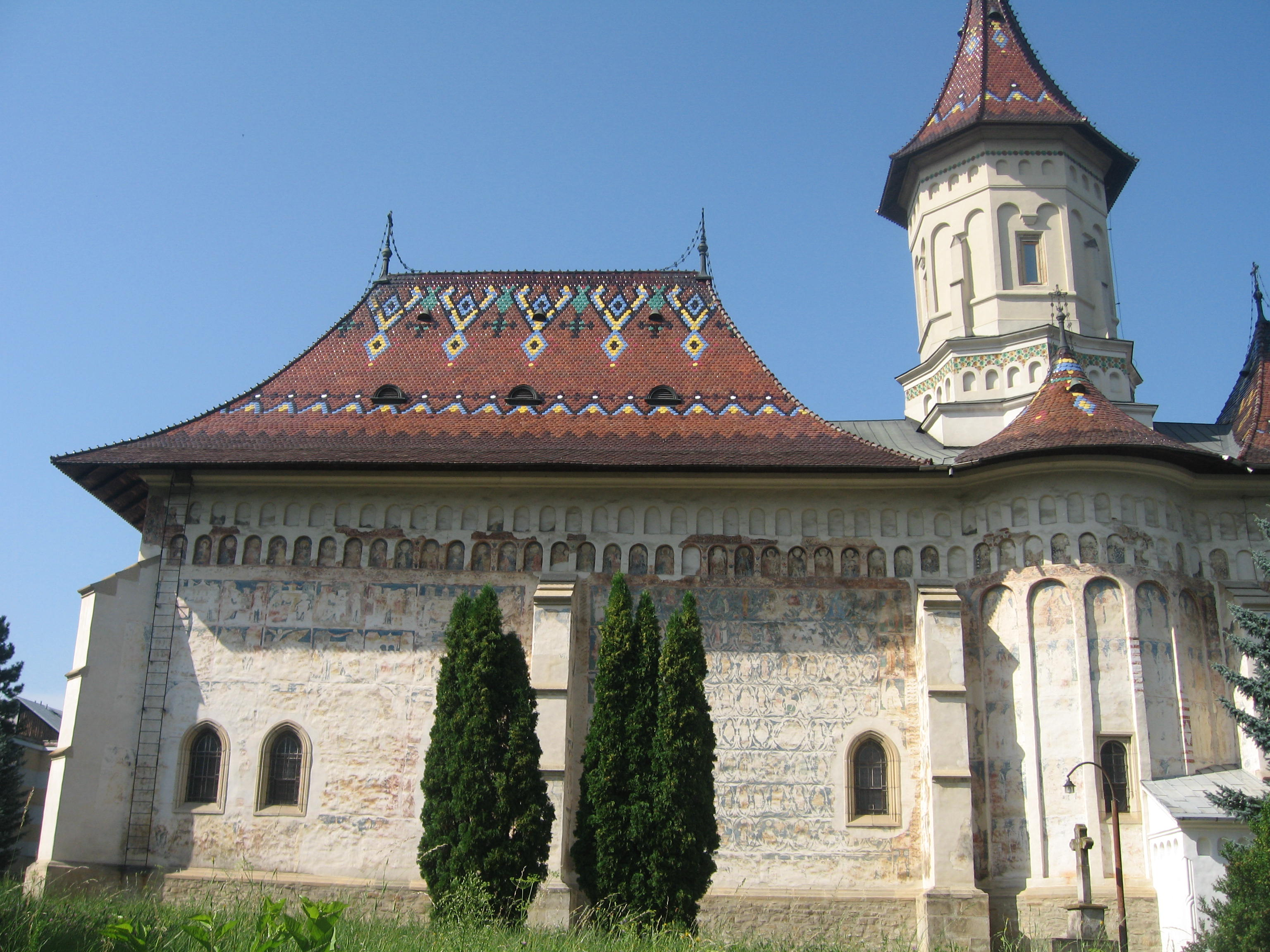
Pictură murală pe latura sudică
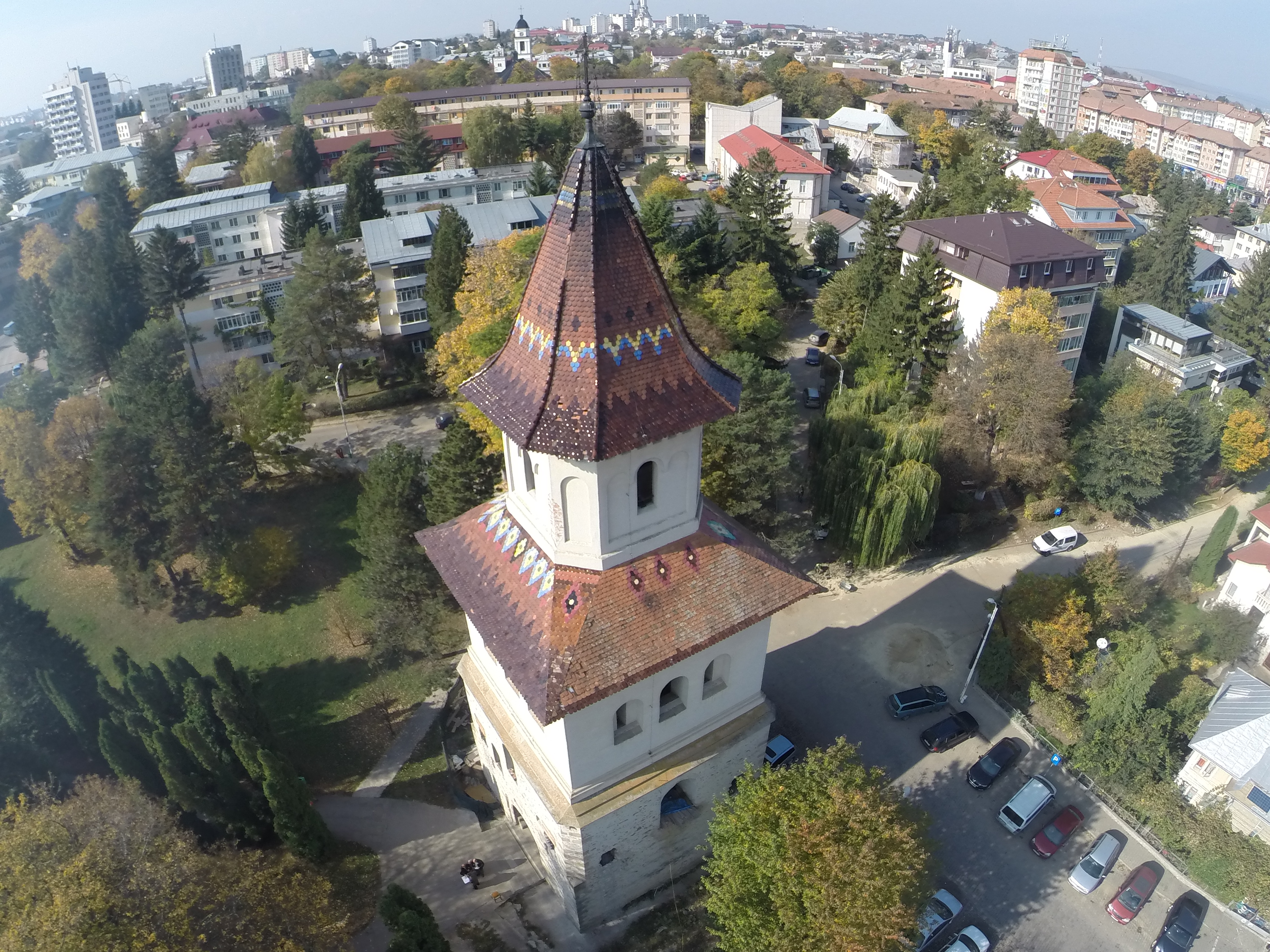
Perspectivă aeriană cu turnul clopotniță
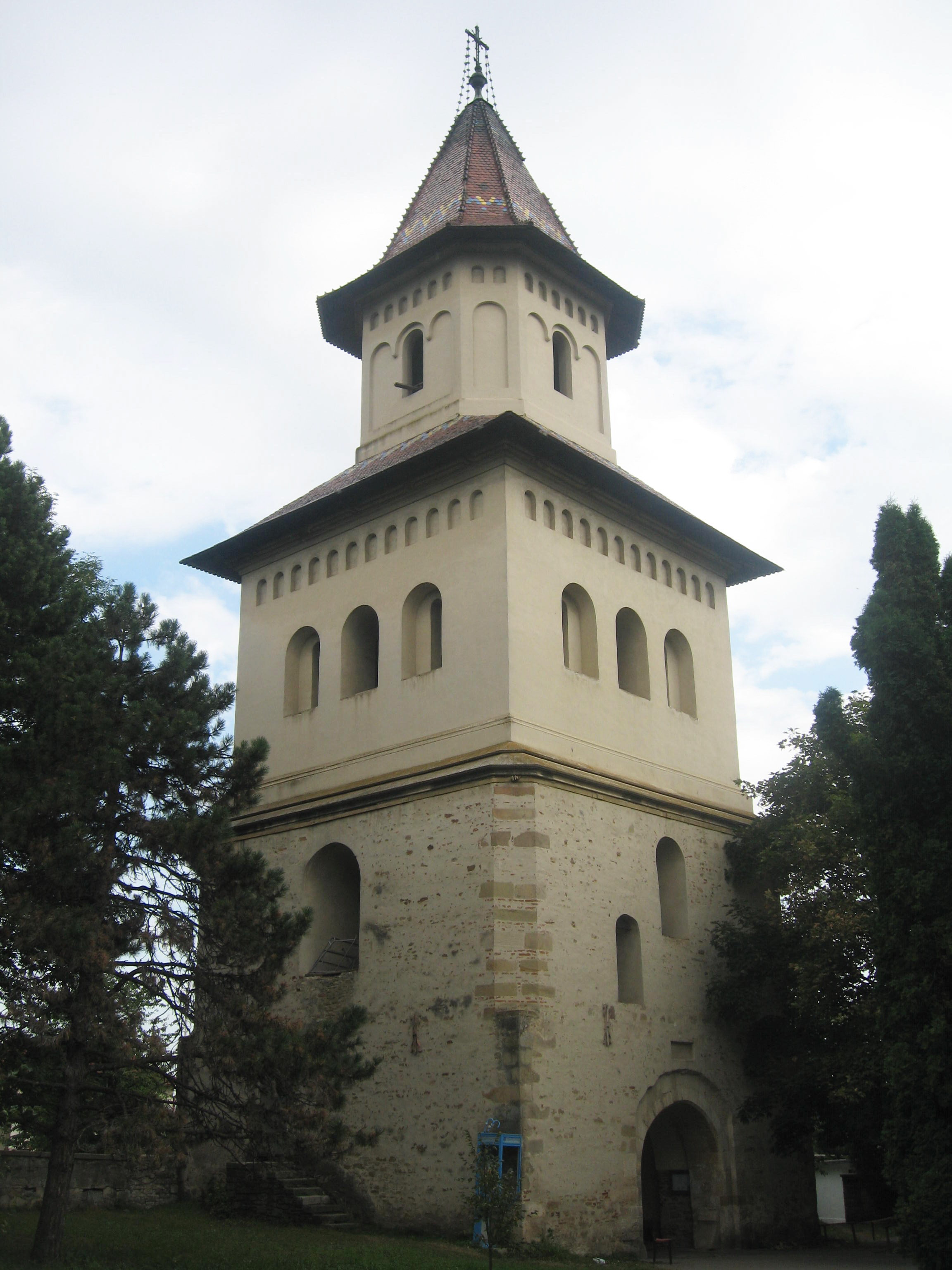
Turnul clopotniță
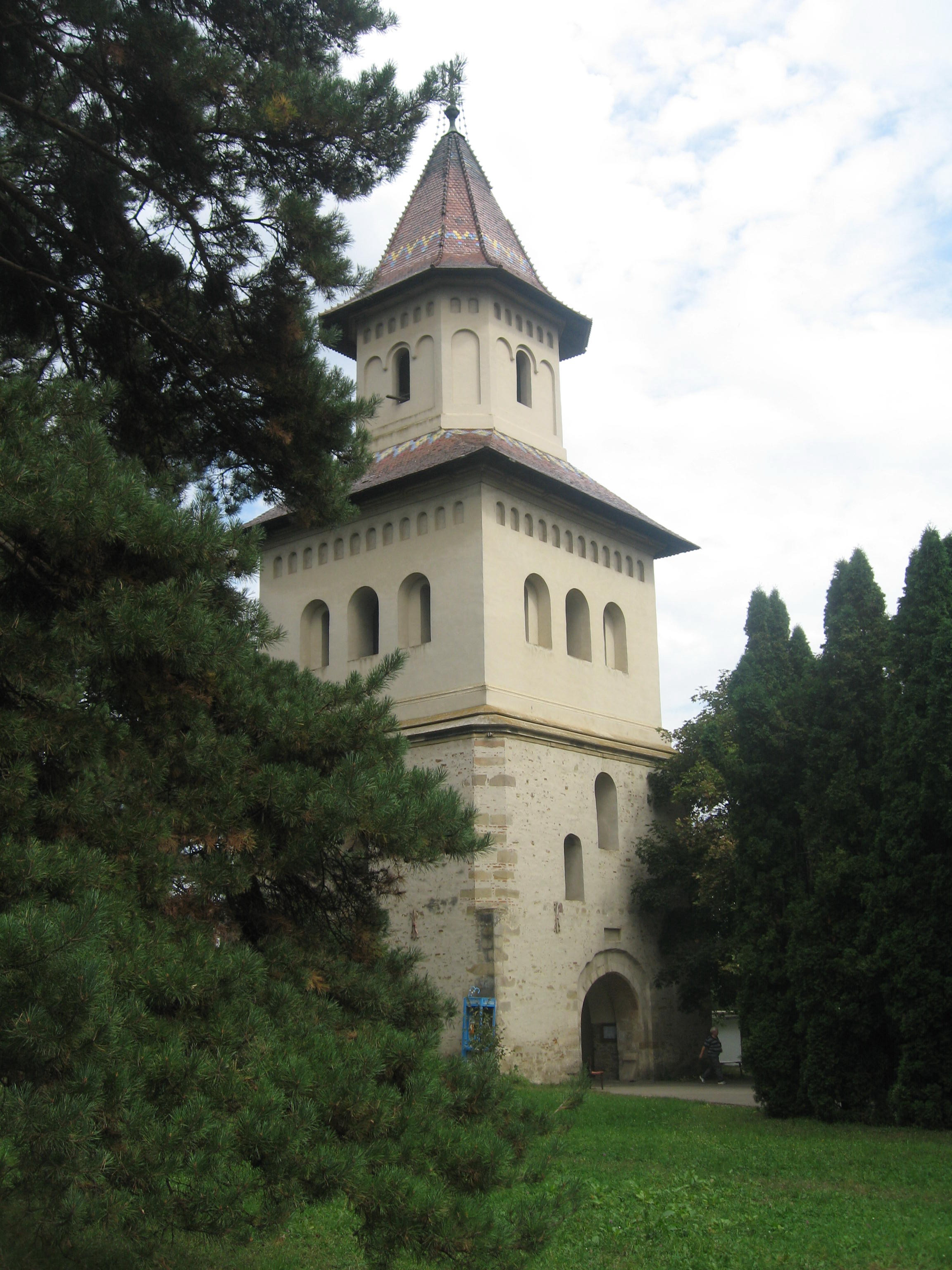
Turnul clopotniță
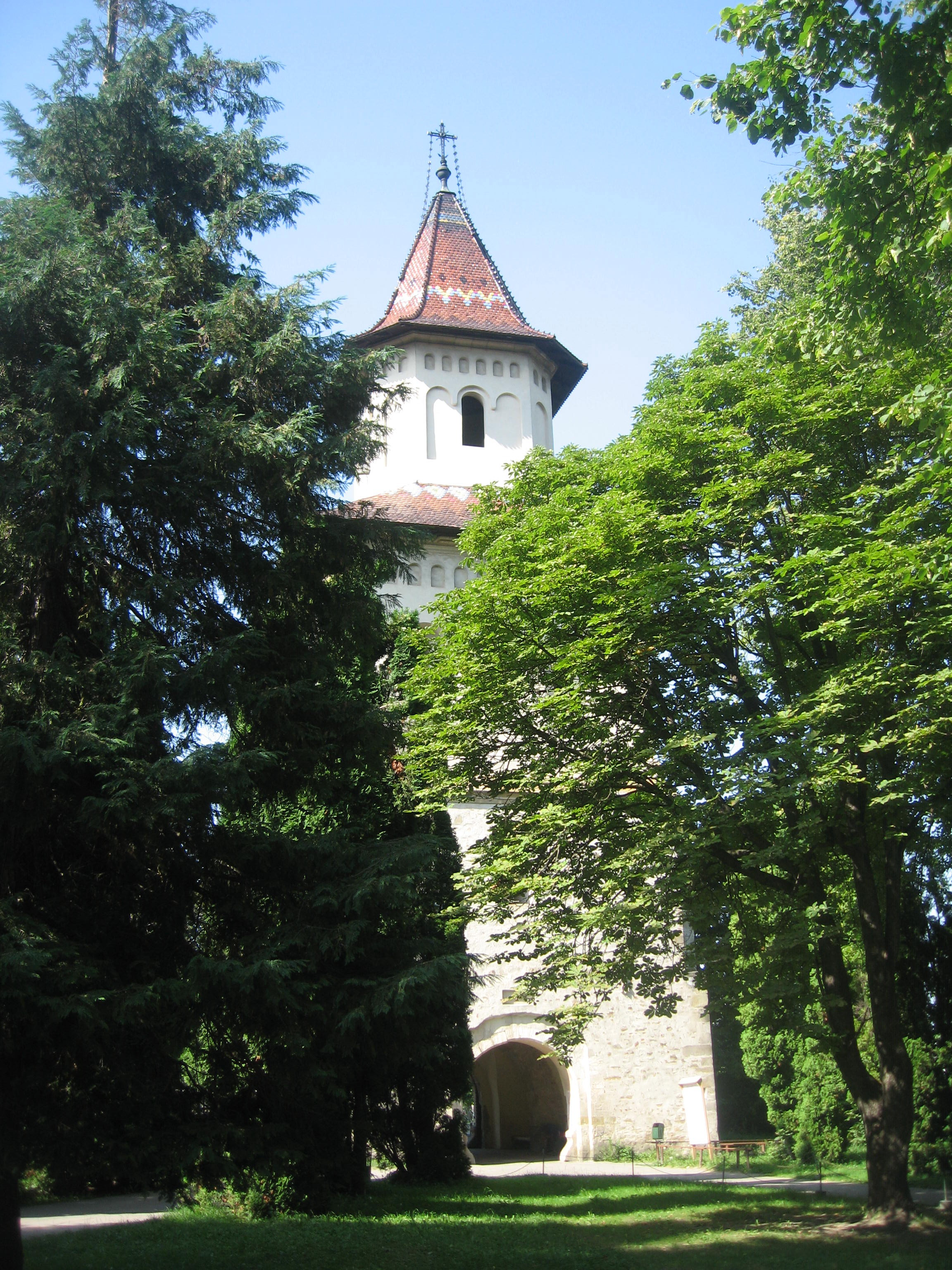
Turnul clopotniță privit dinspre biserică
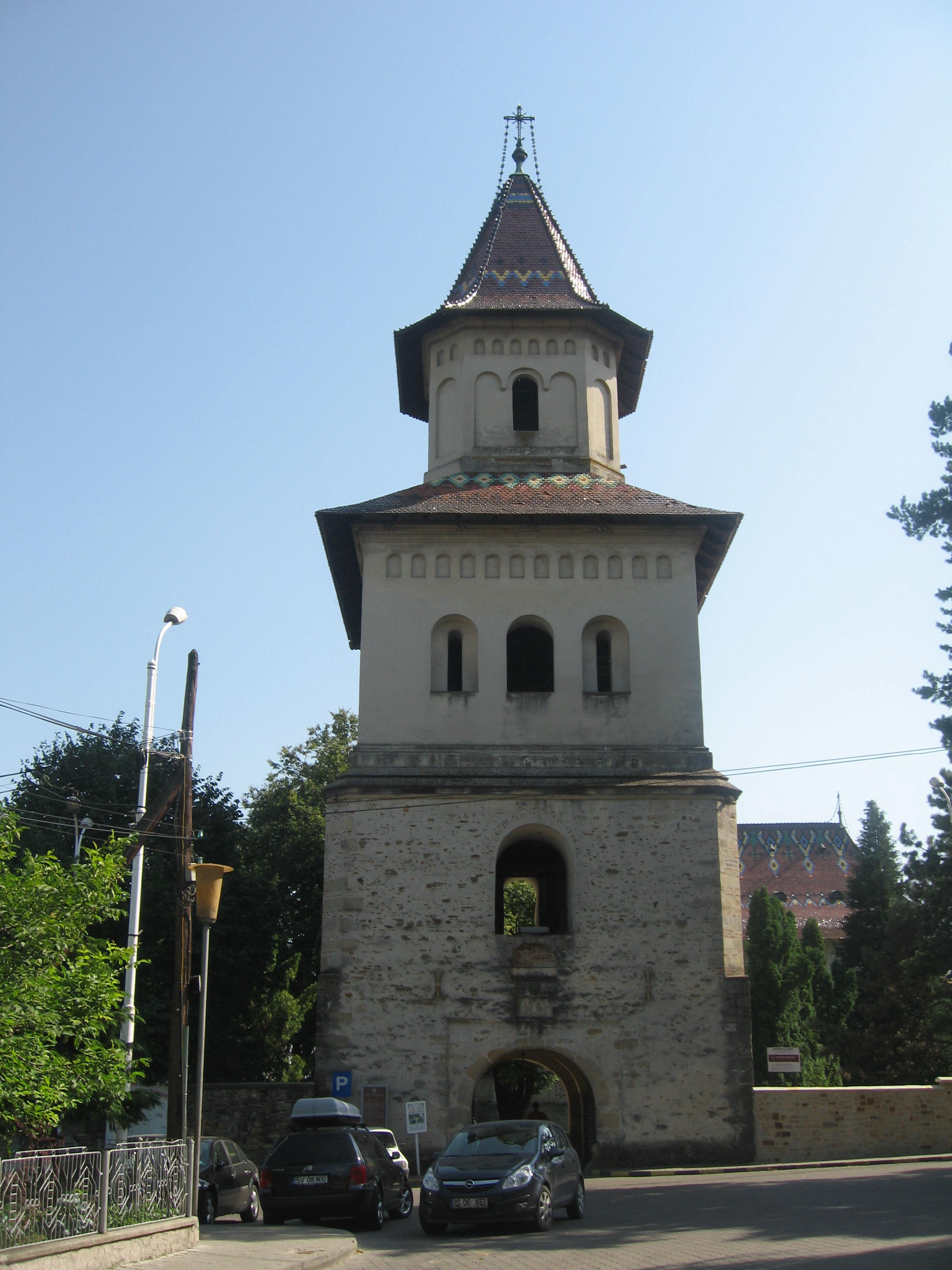
Turnul clopotniță privit din afara complexului monahal
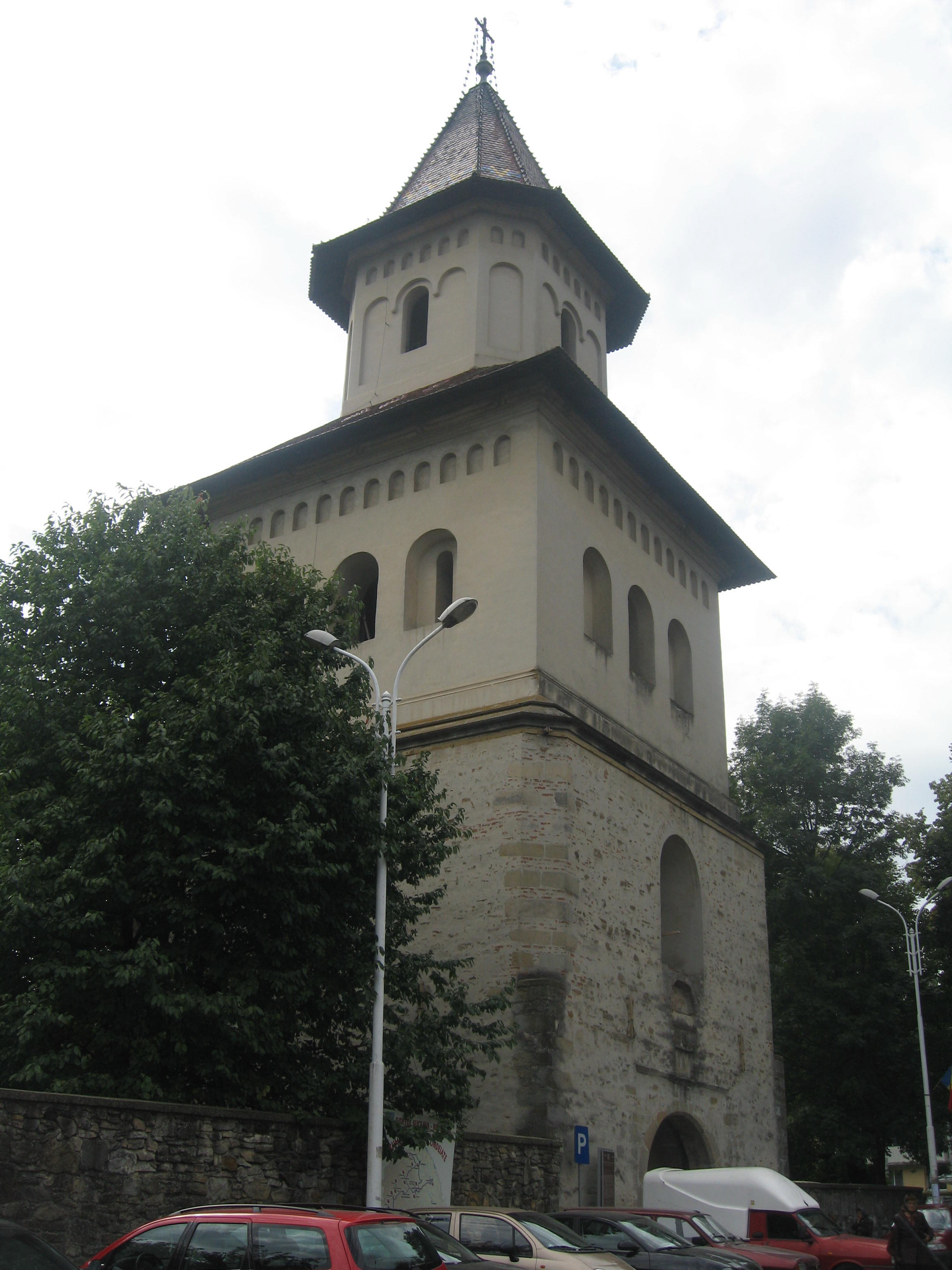
Turnul clopotniță privit din afara complexului monahal
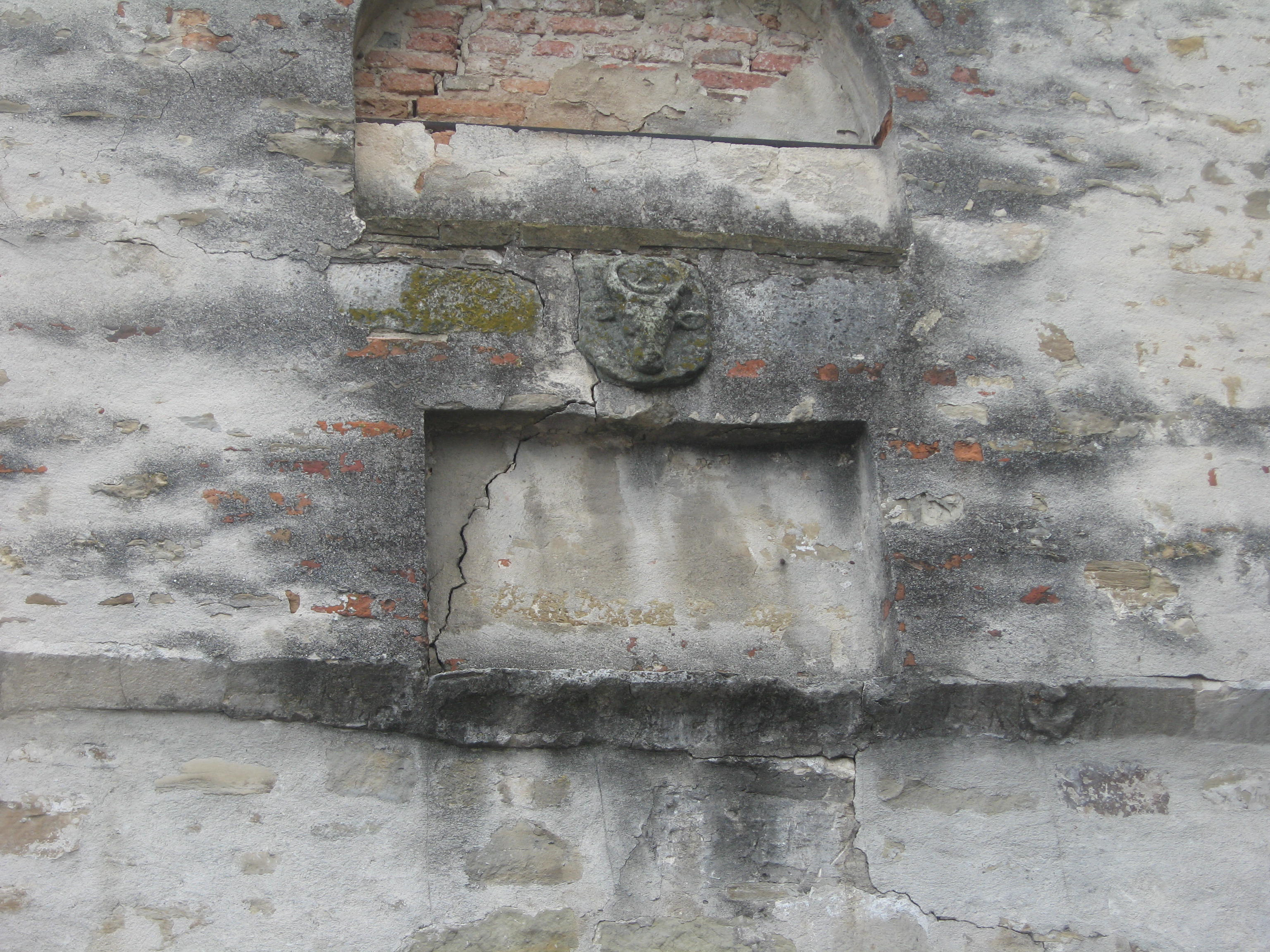
Stema Moldovei pe zidul turnului clopotniță
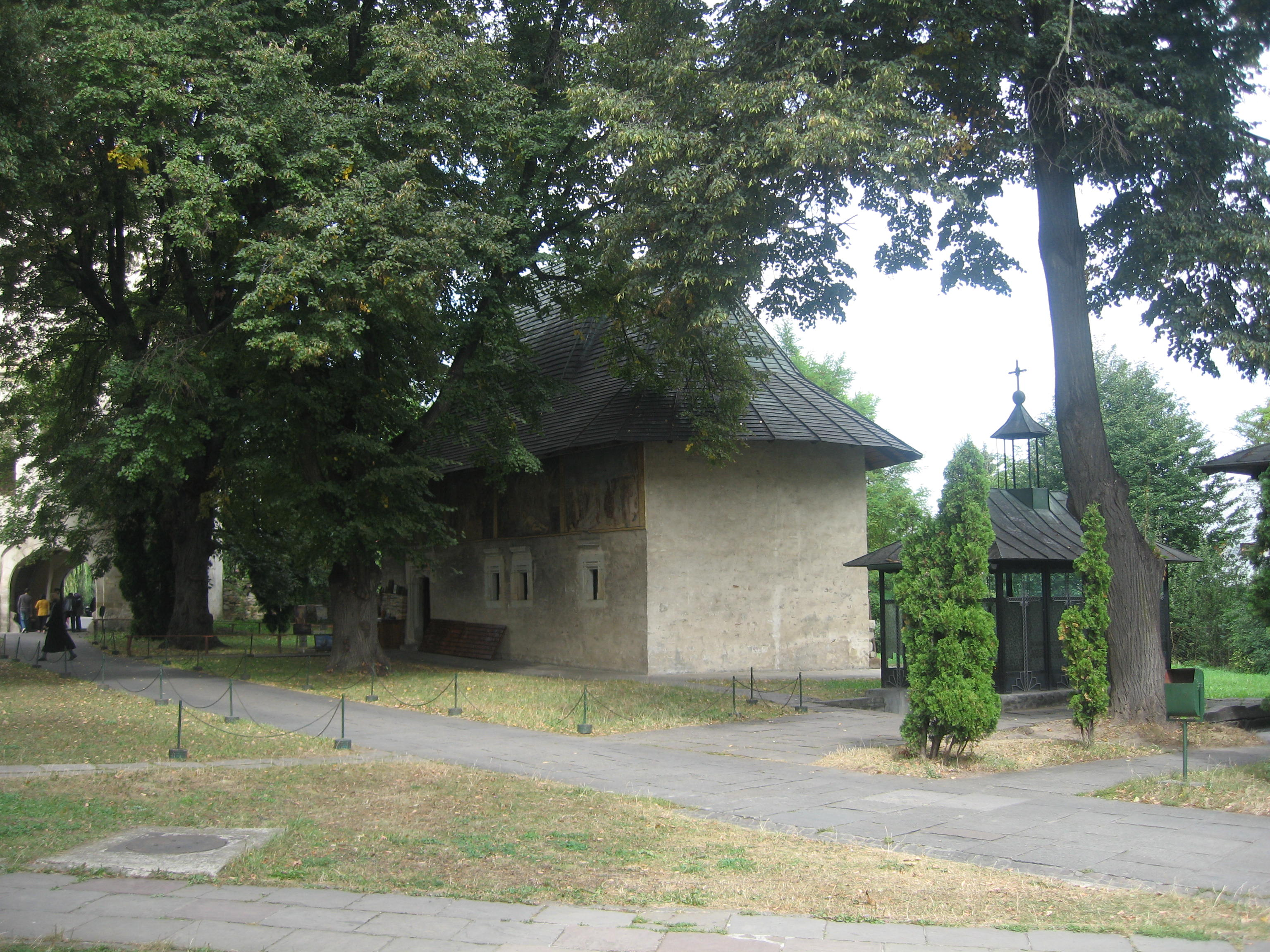
Clisiarnița
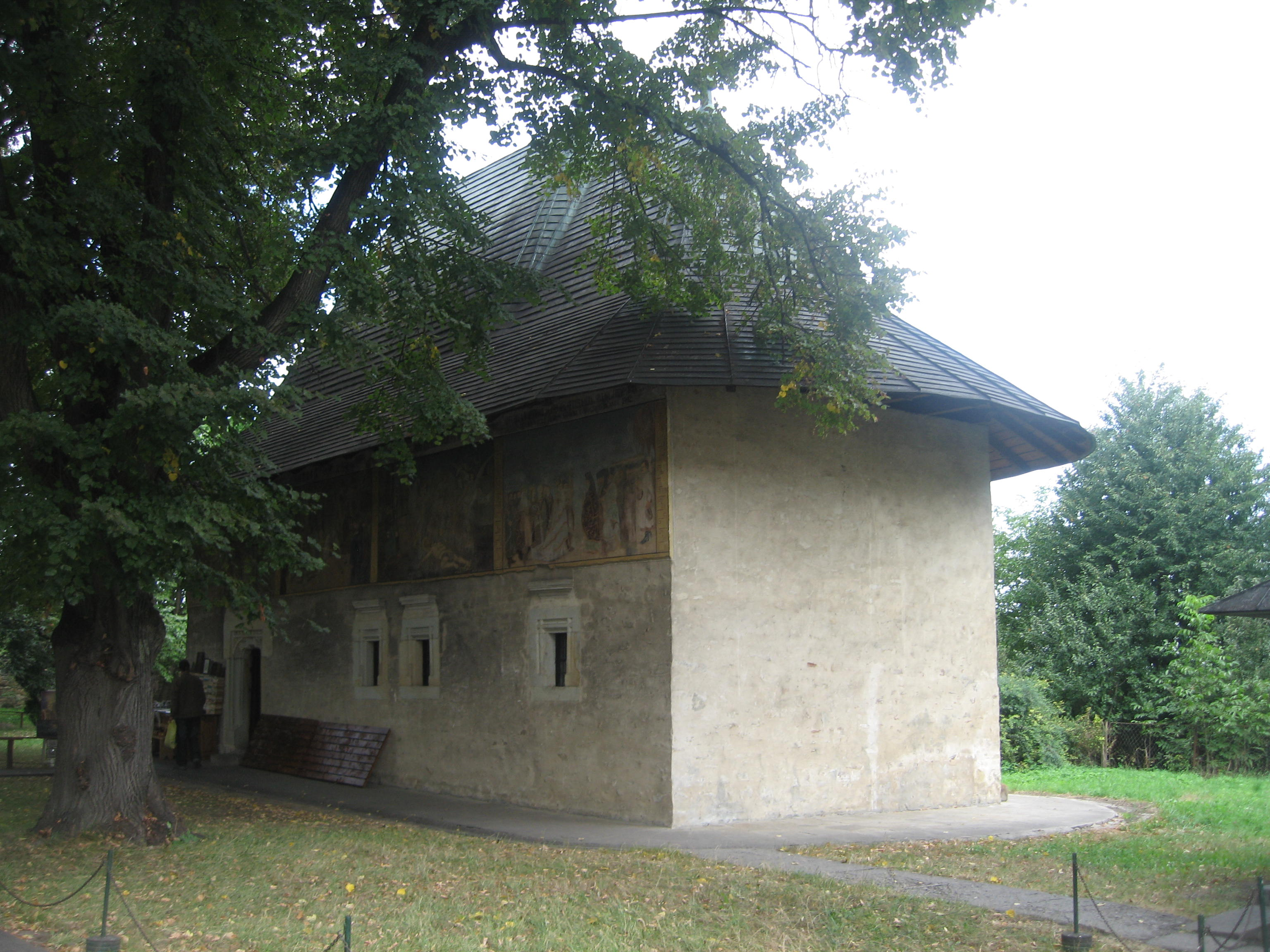
Clisiarnița
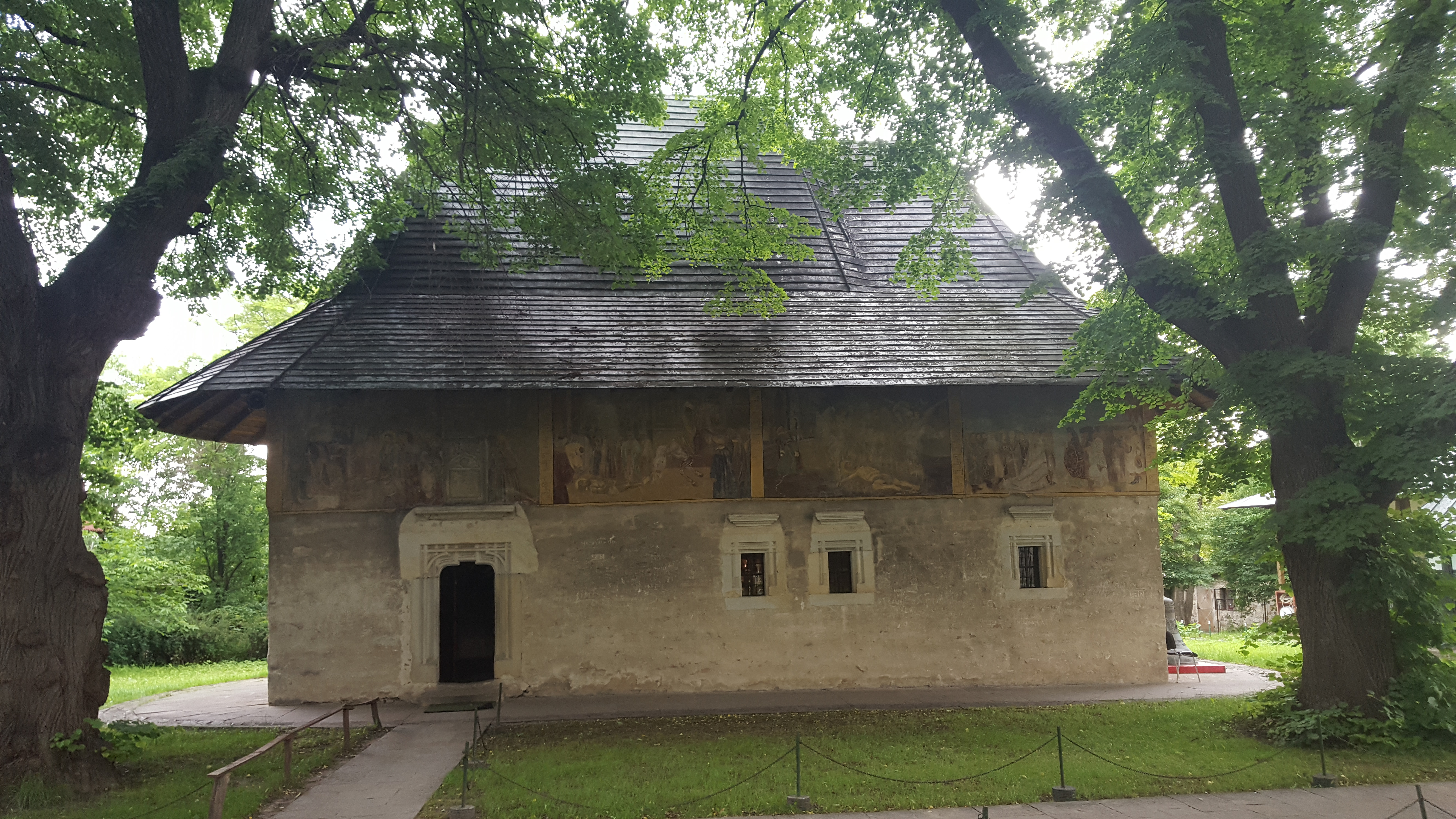
Clisiarnița privită de pe latura vestică
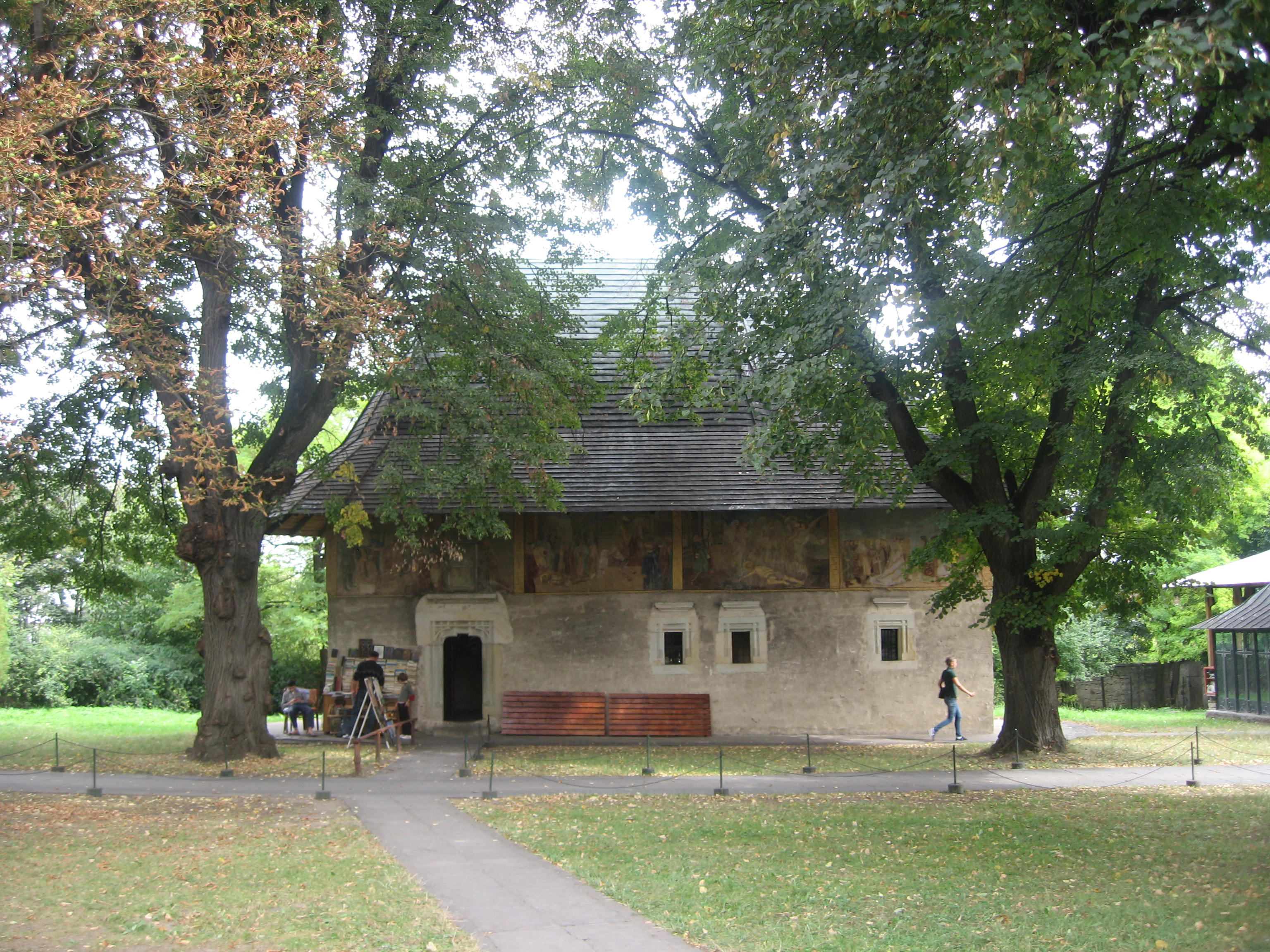
Clisiarnița privită de pe latura vestică
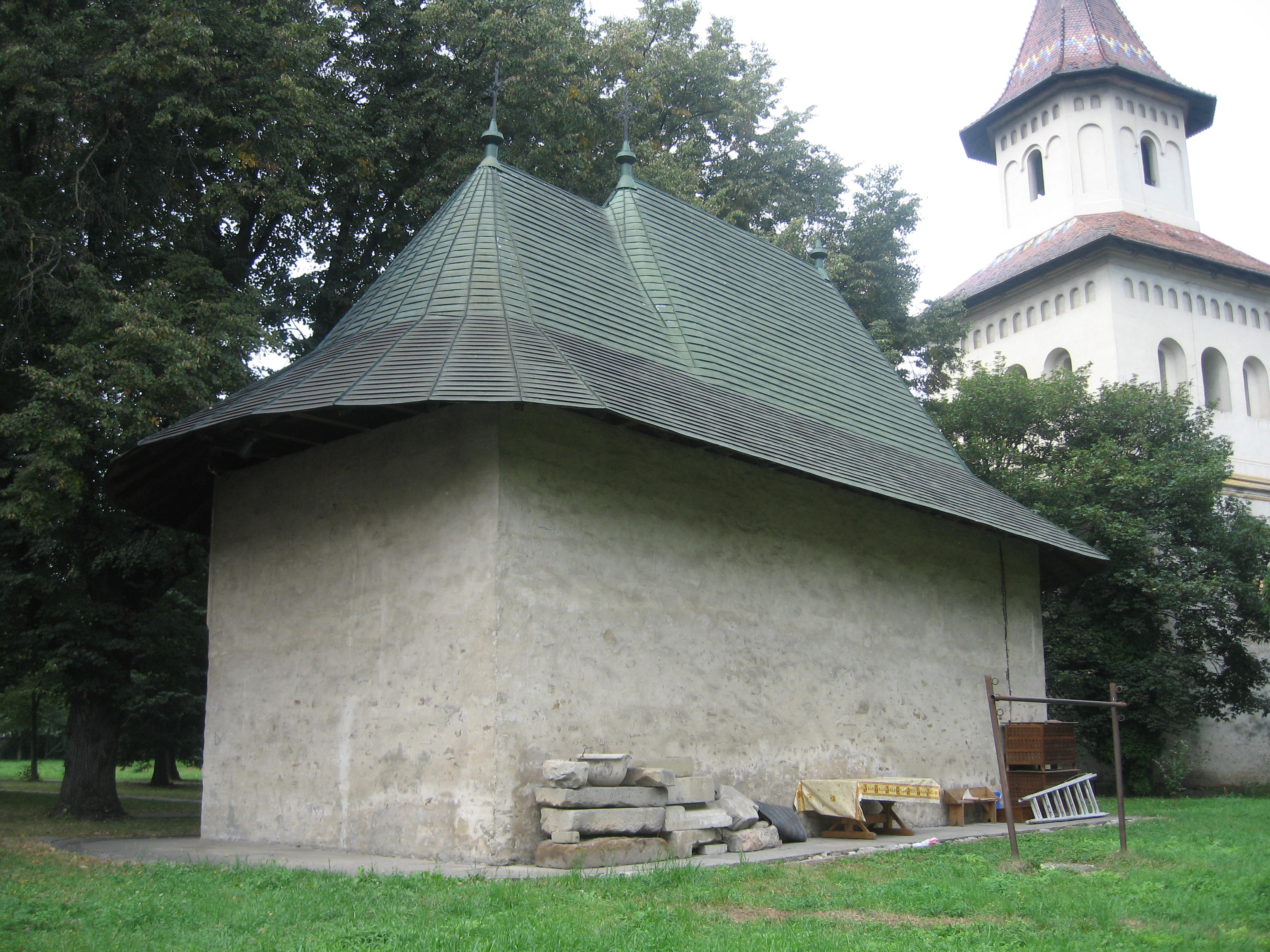
Clisiarnița privită de pe latura sud-estică
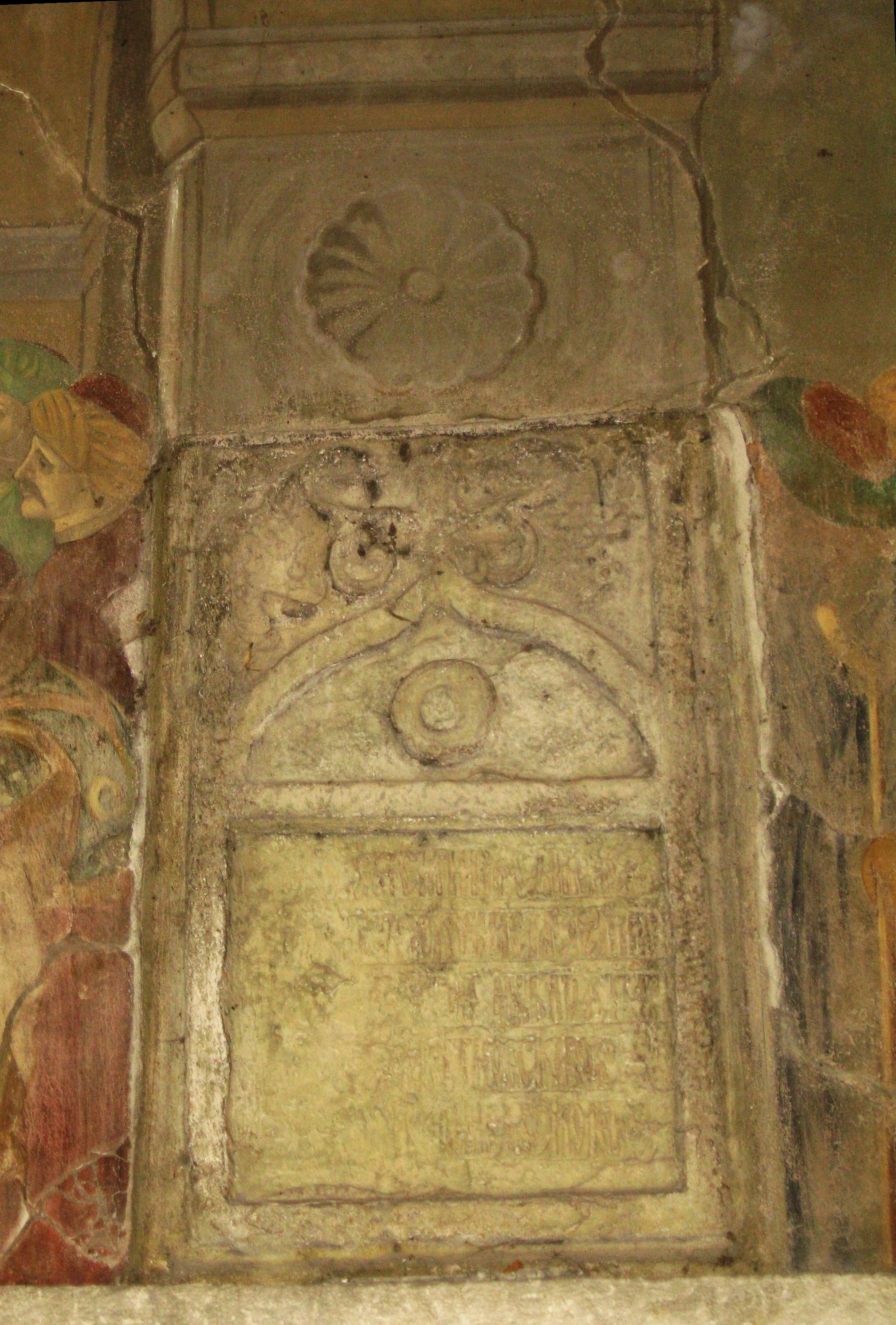
Pisania de pe clădirea clisiarniței
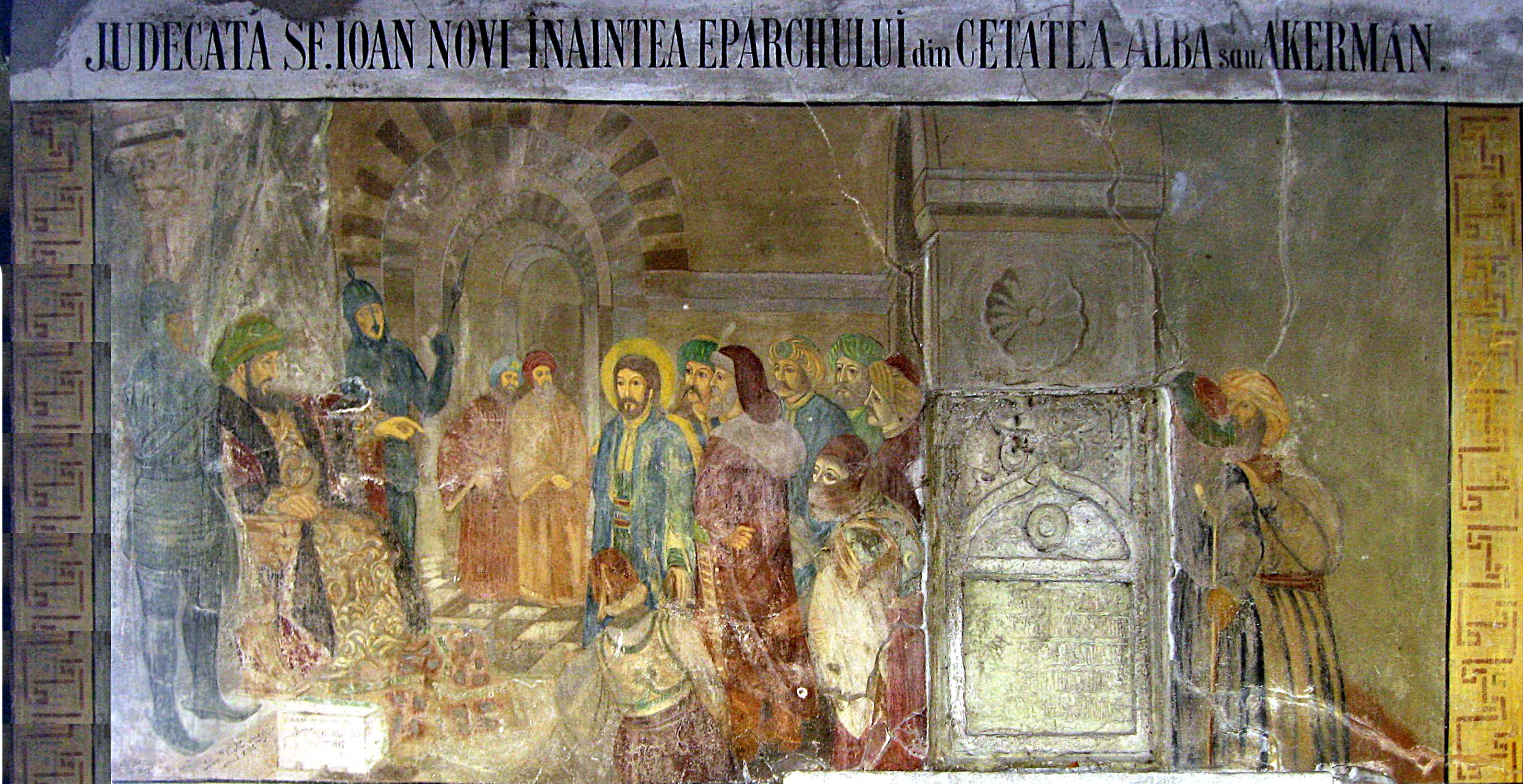
Frescă de pe clădirea clisiarniței - Judecata Sfântului Ioan de către guvernatorul Cetății Albe
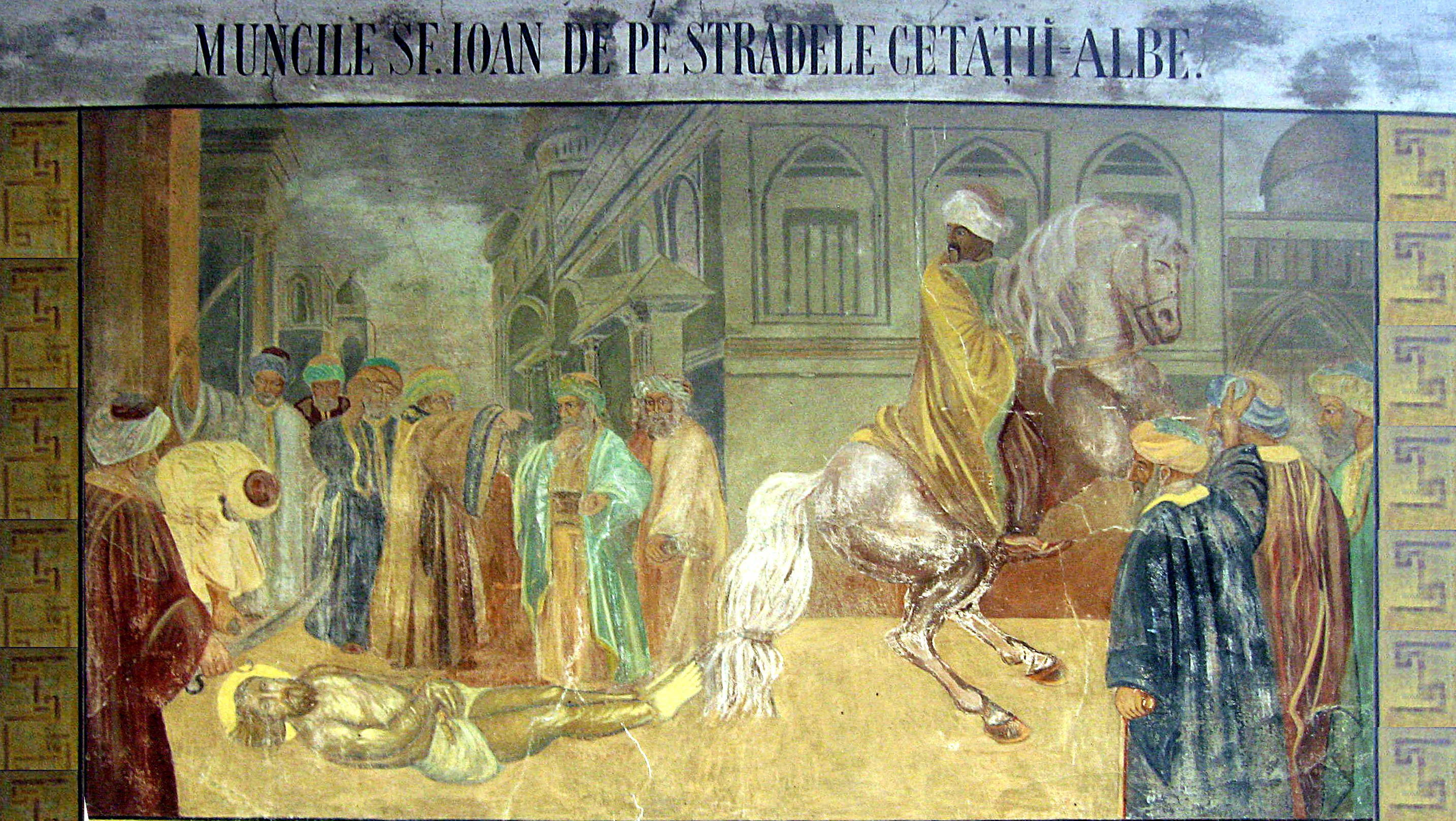
Frescă de pe clădirea clisiarniței - Chinurile Sfântului Ioan
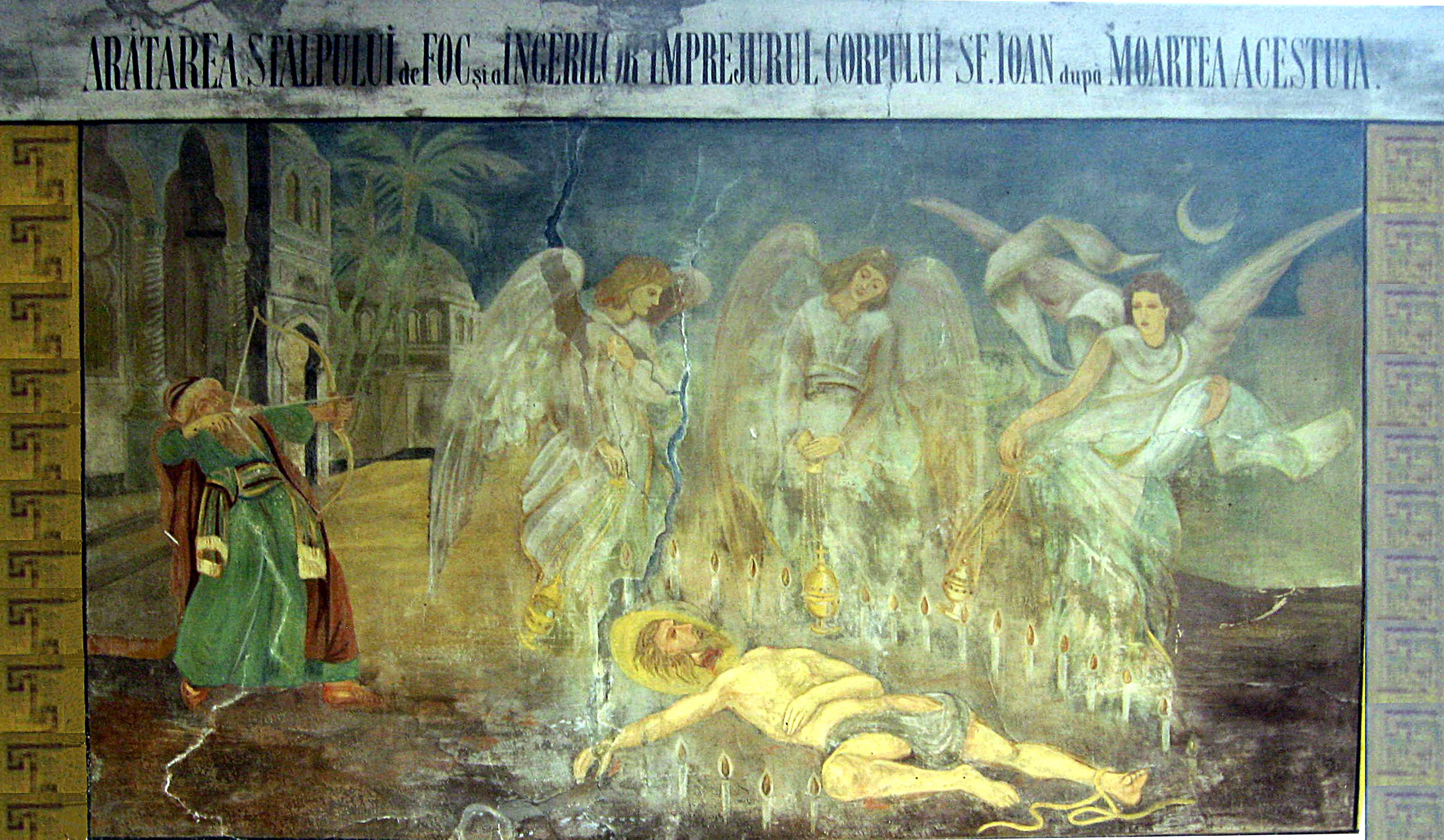
Frescă de pe clădirea clisiarniței - Moartea Sfântului Ioan și arătarea îngerilor
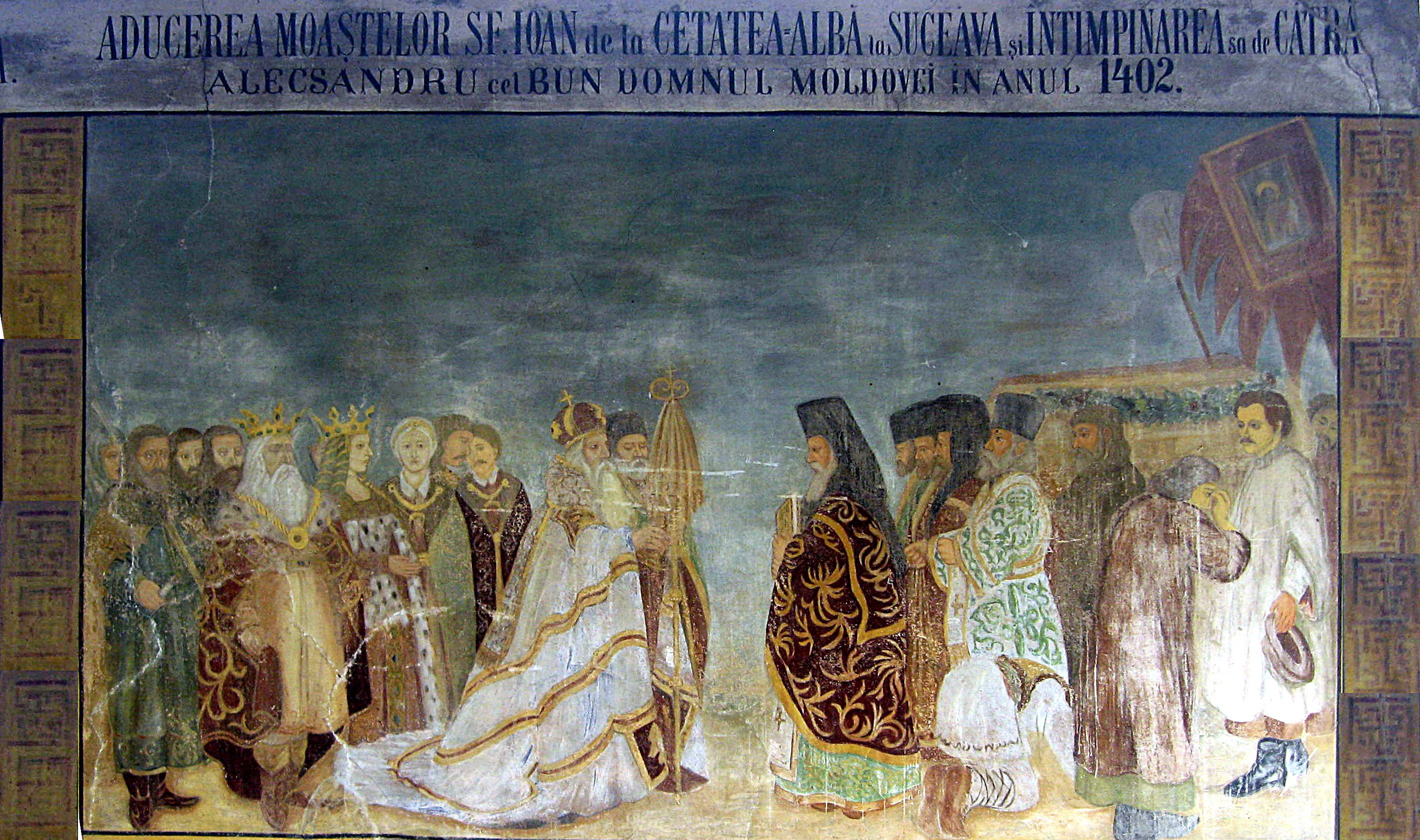
Frescă de pe clădirea clisiarniței - Aducerea moaștelor Sfântului Ioan la Suceava și întâmpinarea lor de către Alexandru cel Bun
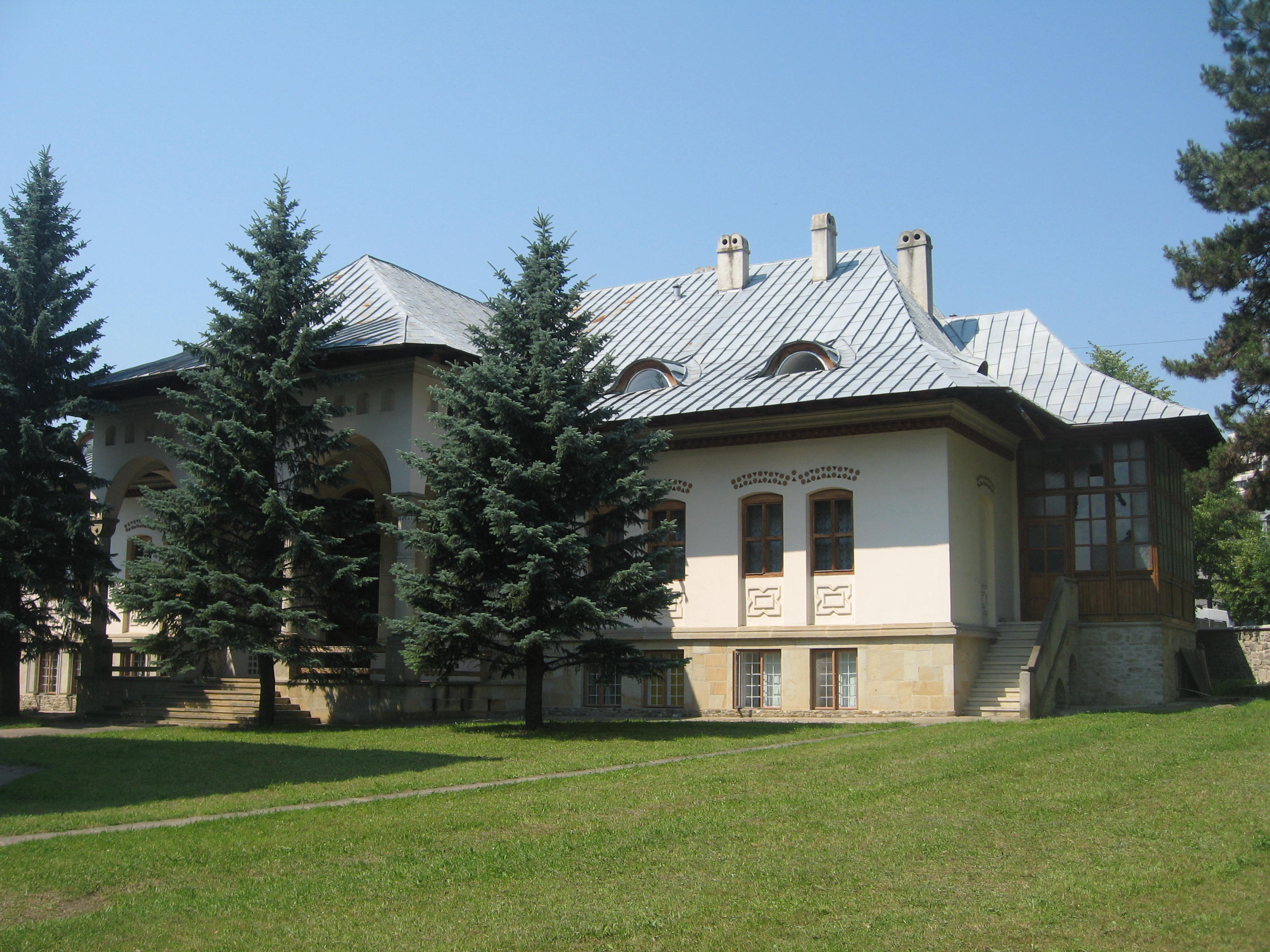
Stăreția
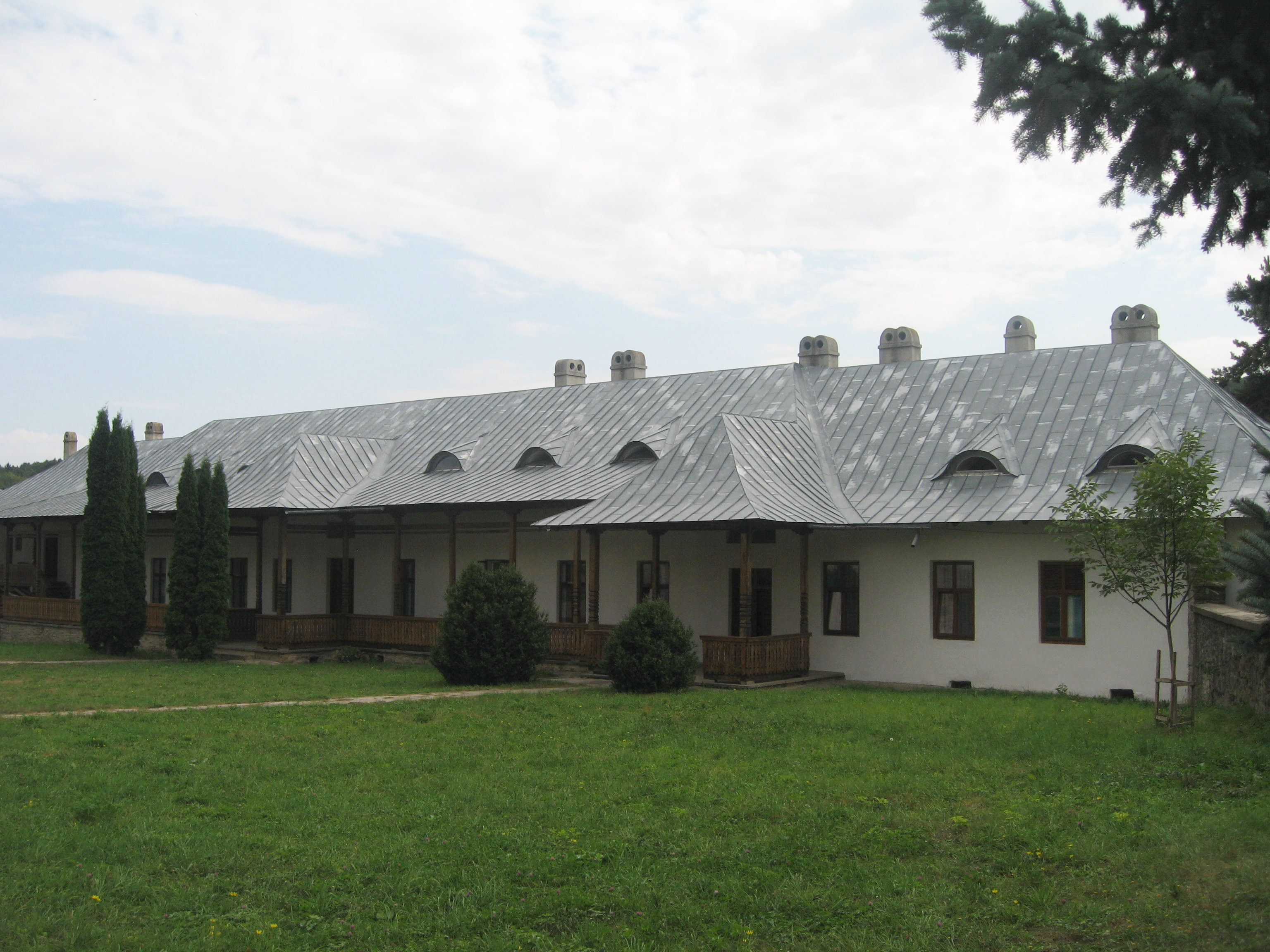
Corpul de chilii
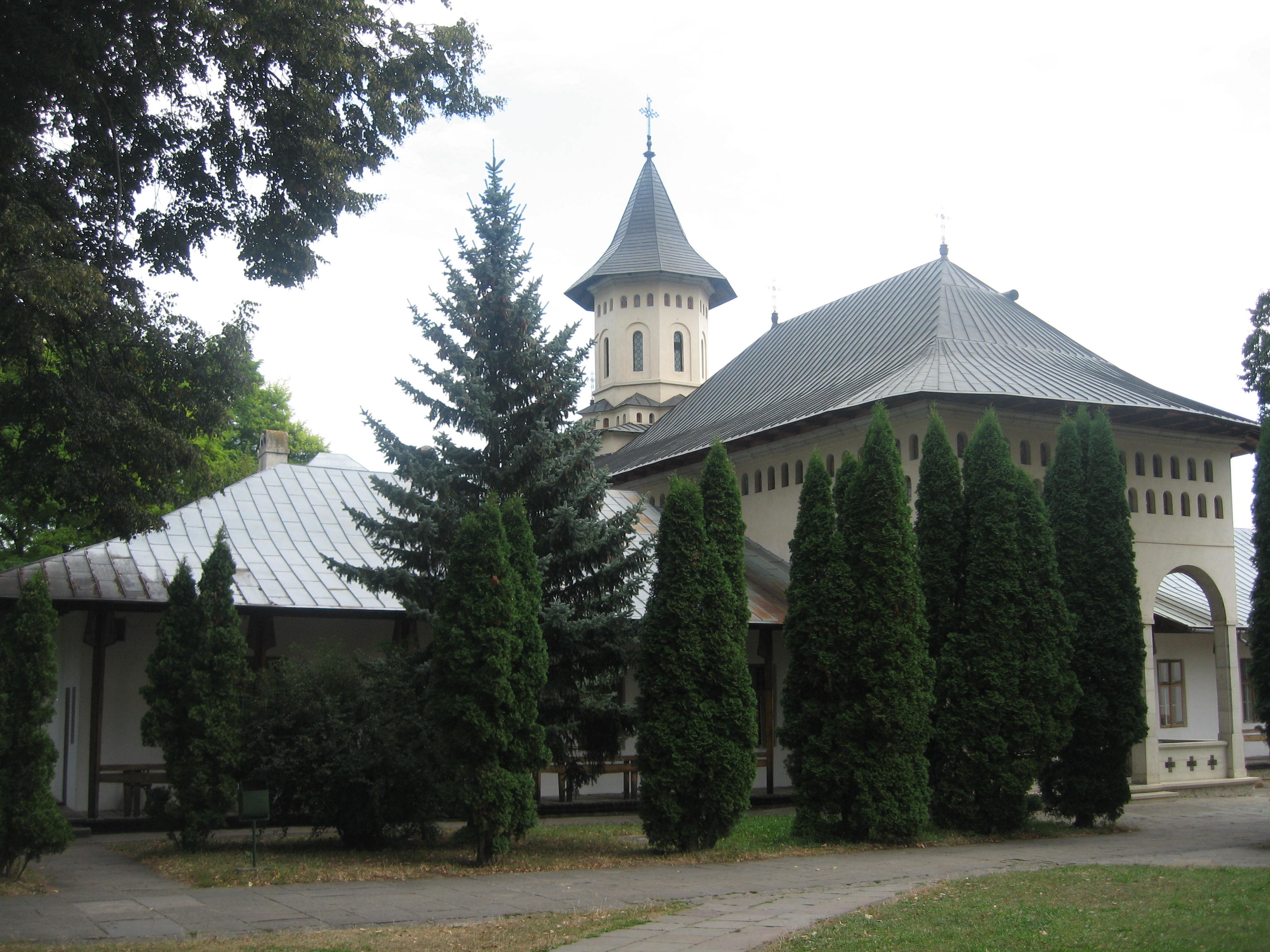
Paraclisul nou
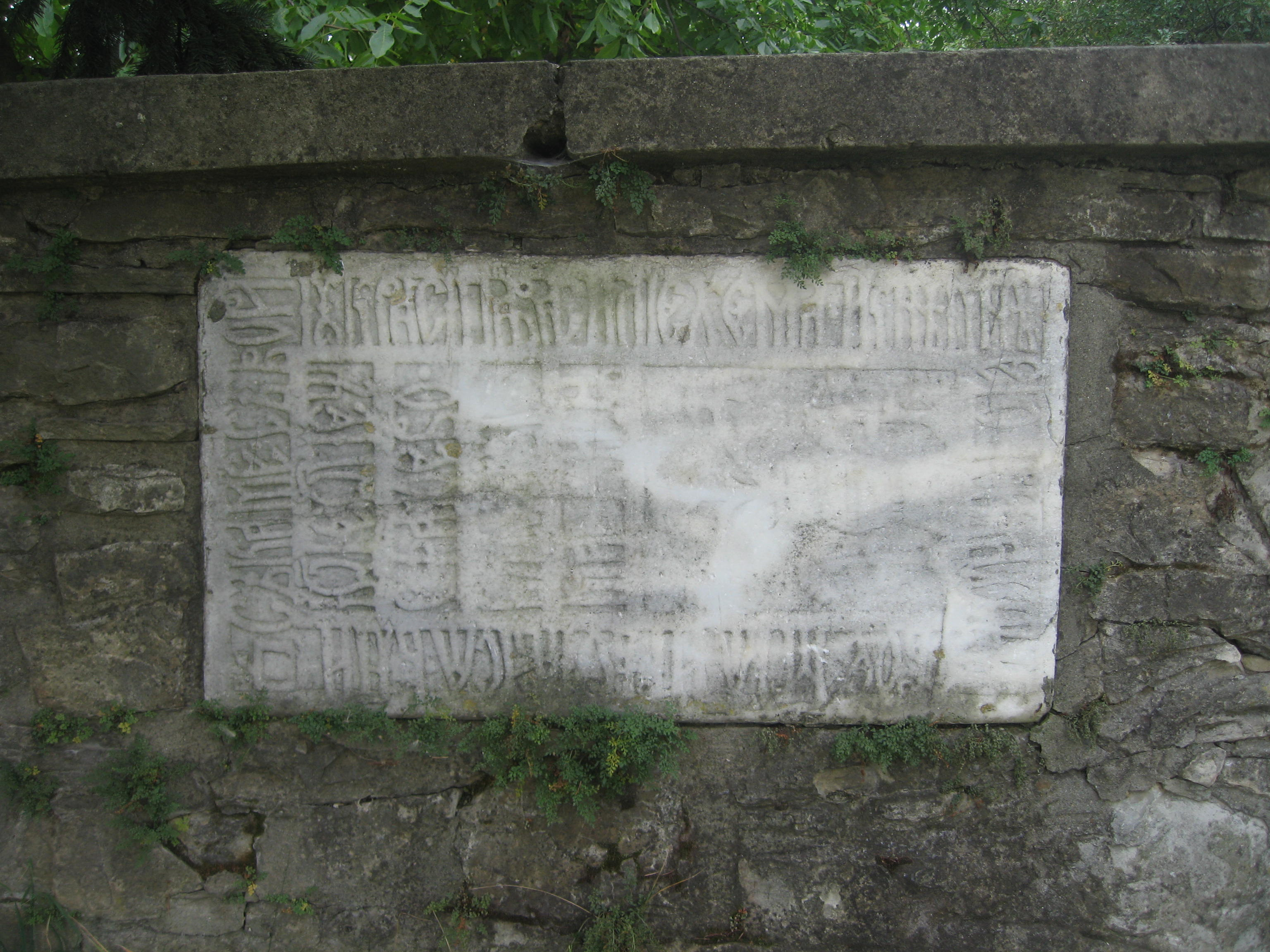
Lespede funerară veche în zidul de incintă
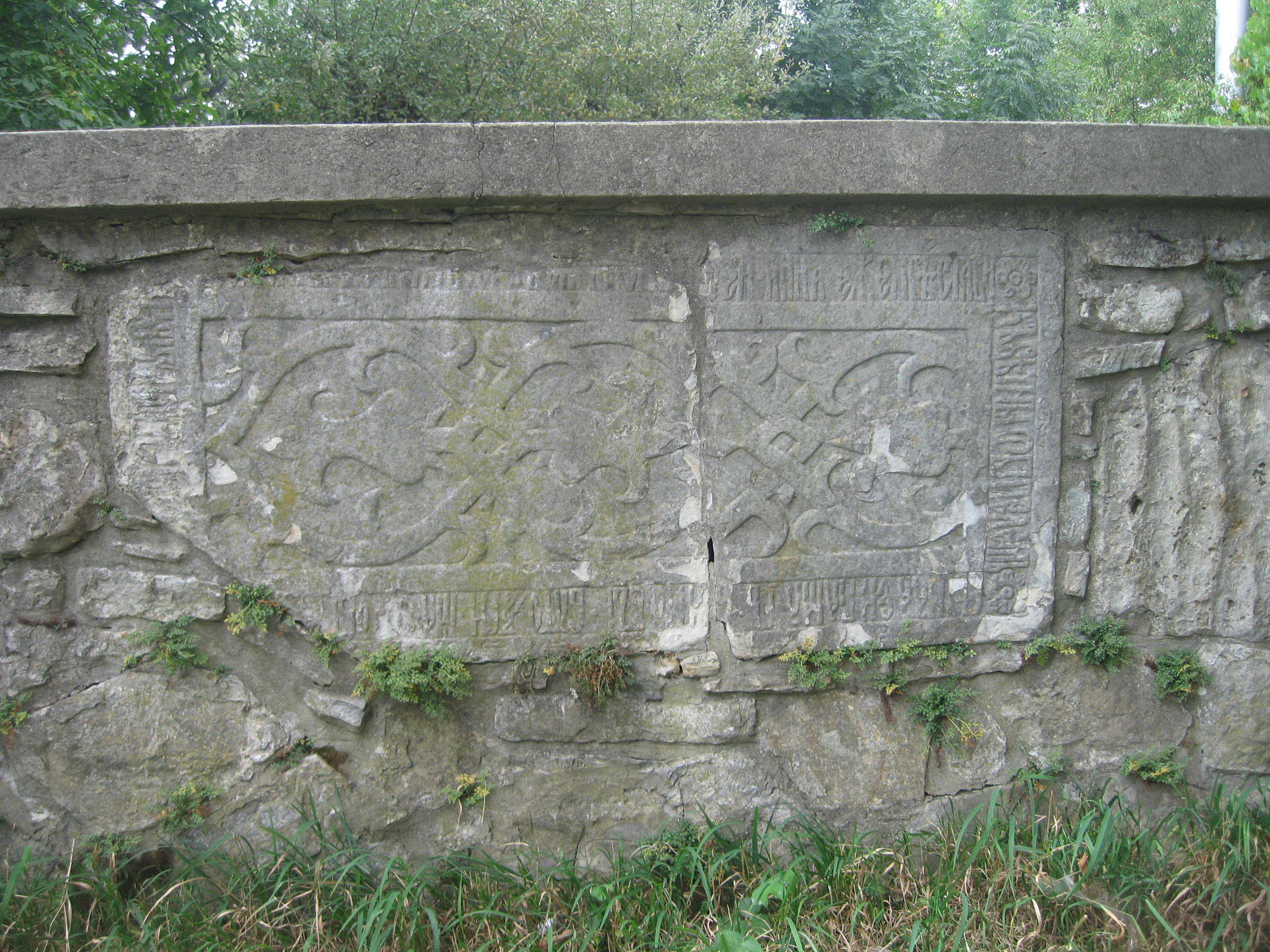
Lespede funerară veche în zidul de incintă
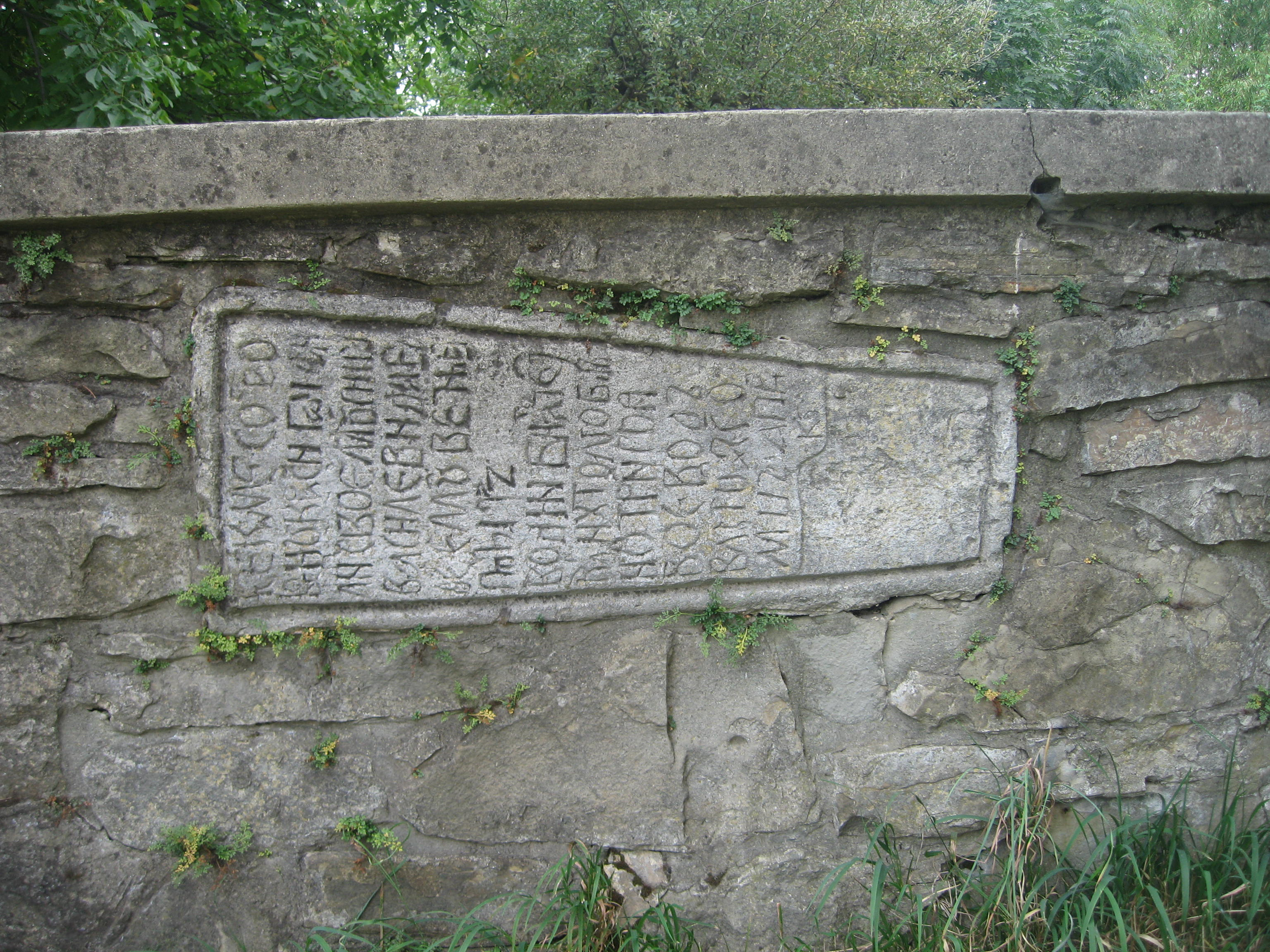
Lespede funerară veche în zidul de incintă
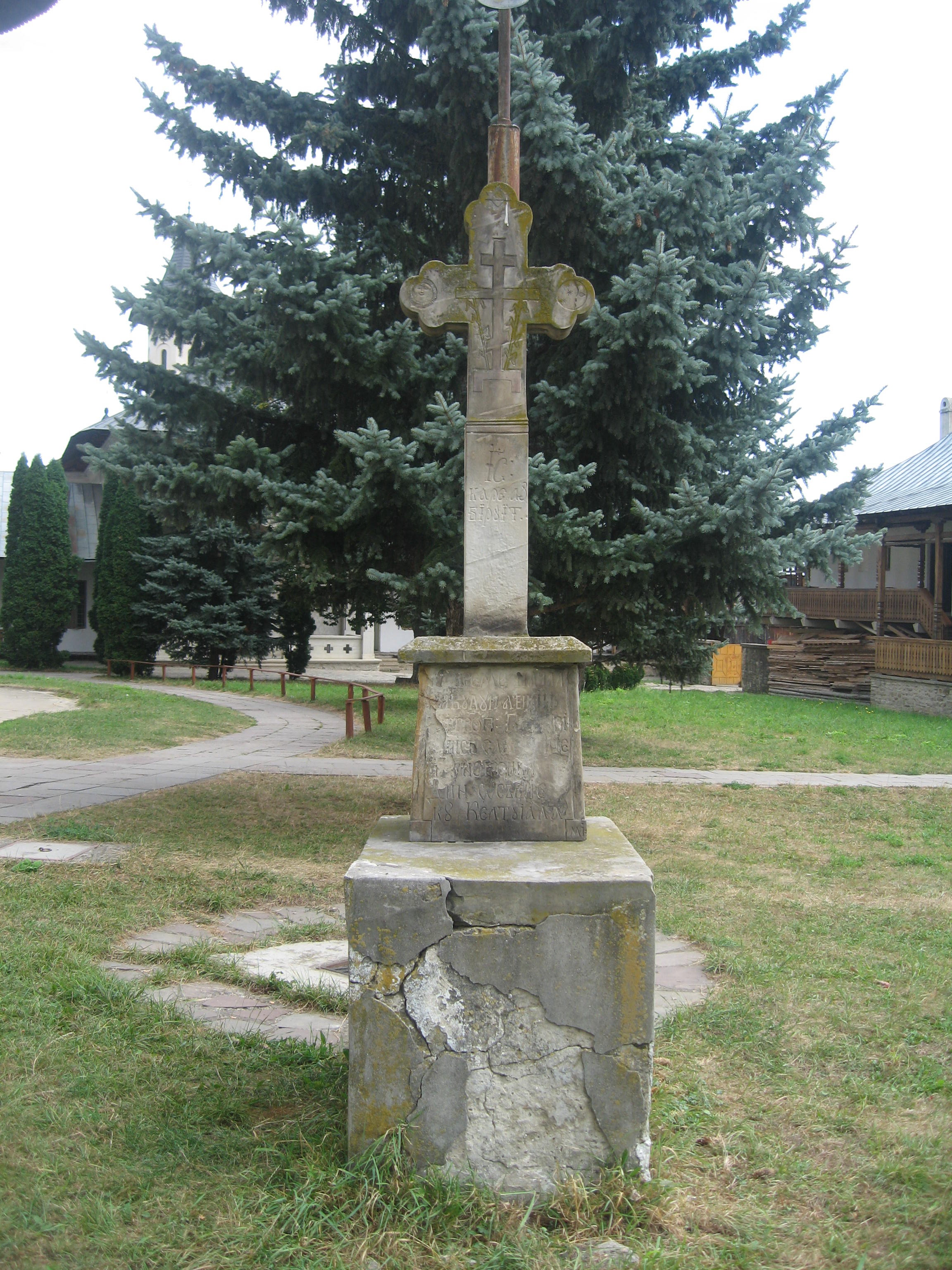
Cruce de piatră la sud de biserică
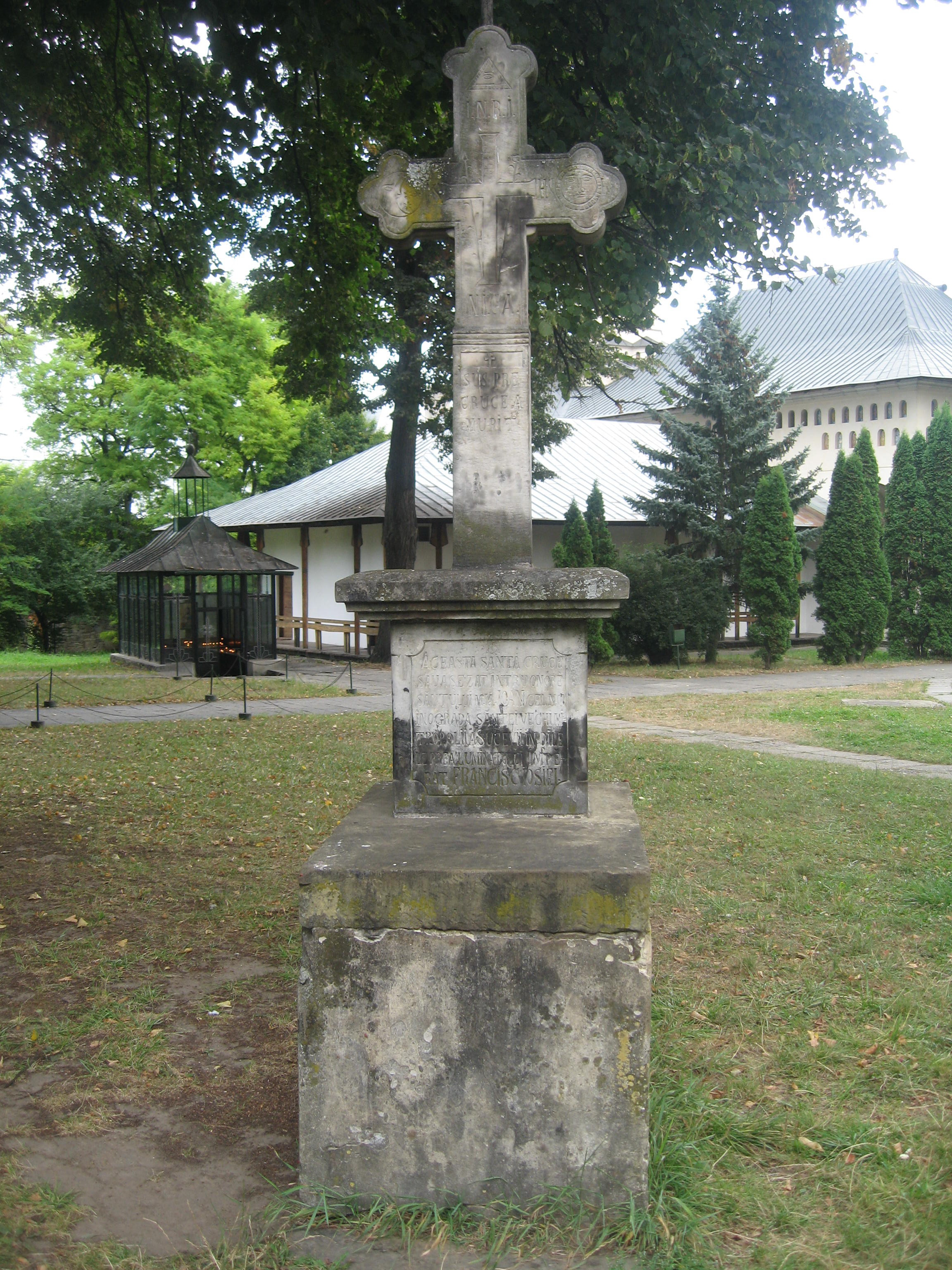
Cruce de piatră la nord de biserică în iunie 1882